# Промисловість Ізраїлю
Промисловість Ізраїлю — сукупність підприємств електроніки, обробки металів, хімічної, текстильної та харчової галузей, а також виробництва ліків та інших. На початку XXI століття збільшилася частка високотехнологічної та обробної промисловості як галузей, що характерні для високорозвинених країн.

## Історія розвитку промисловості
У період з 1919 по 1939 рік до Палестини відправилися єврейські переселенці, які заклали основи економічної та промислової інфраструктури, організували кібуци та мошави, побудували житлові будинки та дороги. В основному це були переселенці другої Алії, третьої Алії, і багато зусиль ге тільки в освоєні земель, але й закладено основи Едмундом Ротшильдом. Основним місцем поселення в ті роки були міста Тель-Авів, засноване у 1909 році Хайфа і Єрусалим, де організують фірми по побудові і підприємства легкої промисловості. В рок британського протекторату великий поштовх і розвиток здобуло сільське господарство, завдяки переселенцям вводились в експлуатацію промислові підприємства, для потреб енергетики був зарегульований стік річки Йордан, побудовані нові дороги по всій території проживання переселенців і налагоджено добування солі з Мертвого моря. Після заснування Гістадруту відбулись покращення, становища робітників та була забезпечено зайнятість шляхом організації кооперативів в промисловому секторі і для збуту аграрної продукції.
Зі створенням держави Ізраїль в травні 1948-го всі його рані роки молоде правління намагалось ініціювати створення заводів та підйом промислового виробництва країни. В кінці 40-х і всі 50-ті роки XX століття експорт був обмежений, постійна нестача іноземної валют була характерна для економічної діяльності і потребувався імпорт товарів першої необхідності.
У перше десятиліття після проголошення незалежності Ізраїлю, основними умовами країни були сконцентровані на розвитку сільського господарства і створення водяної, транспортної, енергетичної інфраструктури. Оскільки країна має солідний потенціал кваліфікованих спеціалістів, відчуваючи при цьому недостачу в основних видах сировини, то промисловість Ізраїлю орієнтується на виробництво наукових товарів на основі власних наукових розробок та технічних новинок.
Економічні проблеми під час війни за незалежність та швидке зростання населення потребували зменшення внутрішніх потреб і фінансової допомоги з-за кордону. Ця допомога надавалася у вигляді позик від американських банків, пожертвувань від уряду США і від єврейської діаспори, а також надходженнях у в вигляді таких як надання коштів Західній Німеччині і репарацій. До кінця 50-х років випуск промислової продукції в Ізраїлі збільшився у двічі, як і число зайнятих, а експорт промислових виробів зріс в чотири рази. Освоєння нових земель і дурний. розвиток сільського господарства дозволяли досягти самозабезпечення основними продовольчими товарами, крім м'яса та зерна.
В 70-х роках в країні виробляли у достатній кількості продовольчих товарів, напоїв, сигарет, тканини, одягу і товарів вироблених із шкіри, електротехнічне і електронне обладнання, особливо для військових цілей, потреб сфери зв'язку та медицини, діамантів, — Ізраїль в останній час став найважливішим світовим центром шліфування та обробки алмазів. Розвиваються металургія і машинобудування, включаючи авіа- та суднобудування, в тому числі для воєнних потреб.
Найбільший ріст відбувається в тих галузях, де присутня висока технологія, використовується найбільш передова техніка, а також заохочуються інвестиції в дослідженнях та розвитку. Традиційними галузями ізраїльської промисловості стала переробка харчових продуктів, виробництво техніки, одягу, меблів, добрив, хімікатів, виробів з гуми, пластмаси та металу.
В кінці XX і на початку XXI століття світового рівня в областях медичного забезпечення обладнанням, електронікою агротехніки, телекомунікацій, промислової хімії і в обробці алмазів Ізраїль став однією з провідних країн.
В обробній промисловості Ізраїлю створюється 20 % національного доходу і сконцентровано набагато менше 20 % всіх зайнятих роботою у країні. На Тель-Авів і прилеглі до нього міста, де розміщені майже 4 тисячі підприємств, припадає більше половини робочих місць, якими розпоряджається промисловість Ізраїлю, на район Хайфи майже третина, на Південний регіон країни 12 %, а на район Єрусалиму 6 %.
У 2011 році додаткова вартість промисловості Ізраїлю становила 36 млрд доларів, доля промисловості країни в об'ємі світової промисловості оцінювалась в 2,22 %, вартість промисловості на душу населення 4761 долар, темп росту по відношенню до попереднього 2010 року 16,1 %. Доля промисловості в ВВП до 2012 року складала 31,4 %.

## Аерокосмічна індустрія

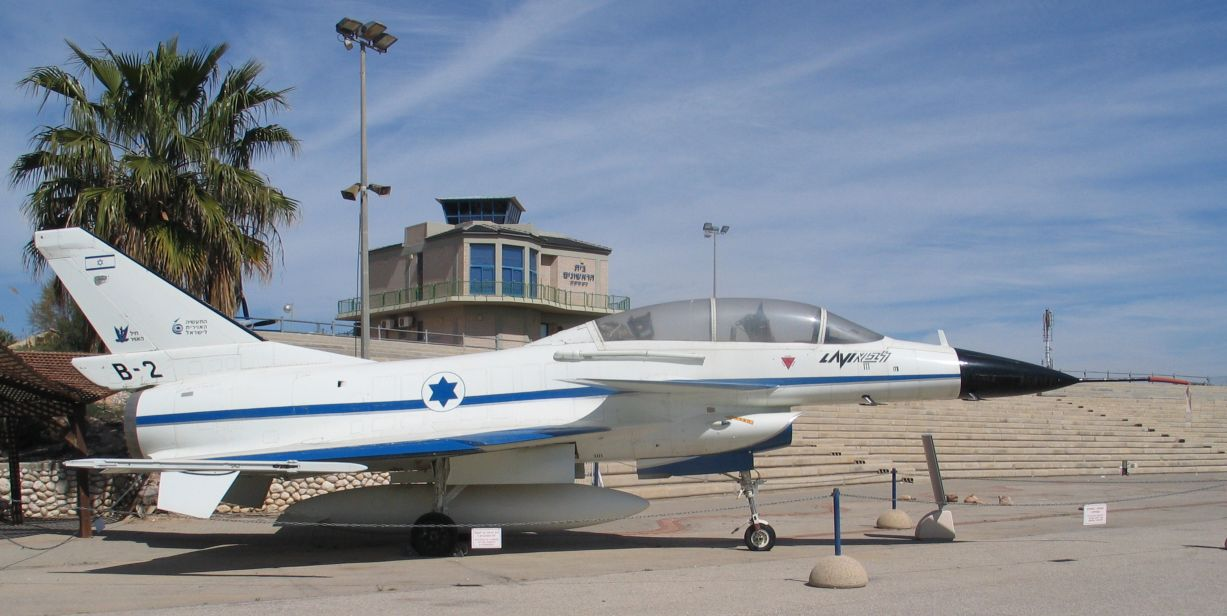
IAI Lavi

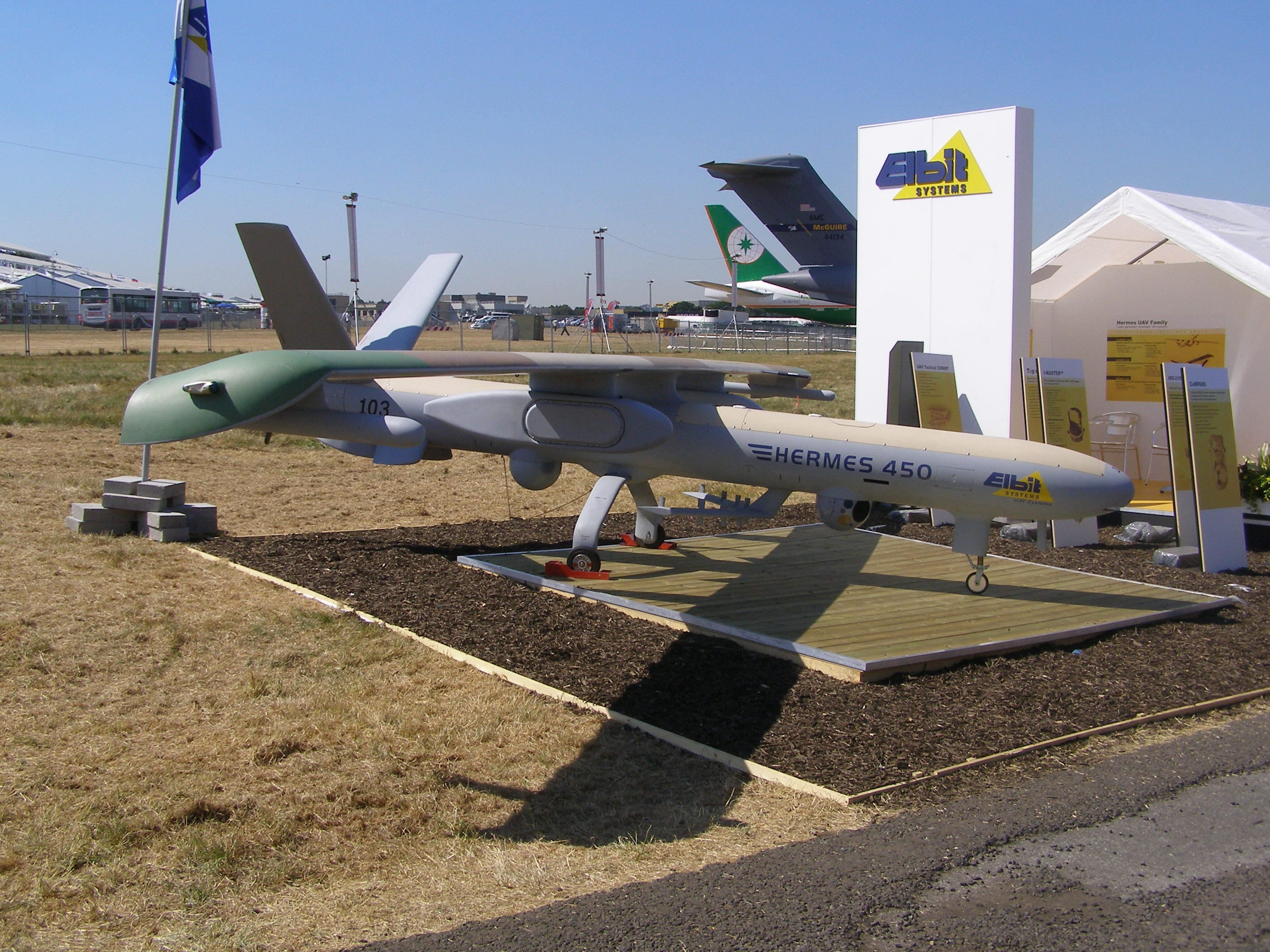
Elbit Hermes 450

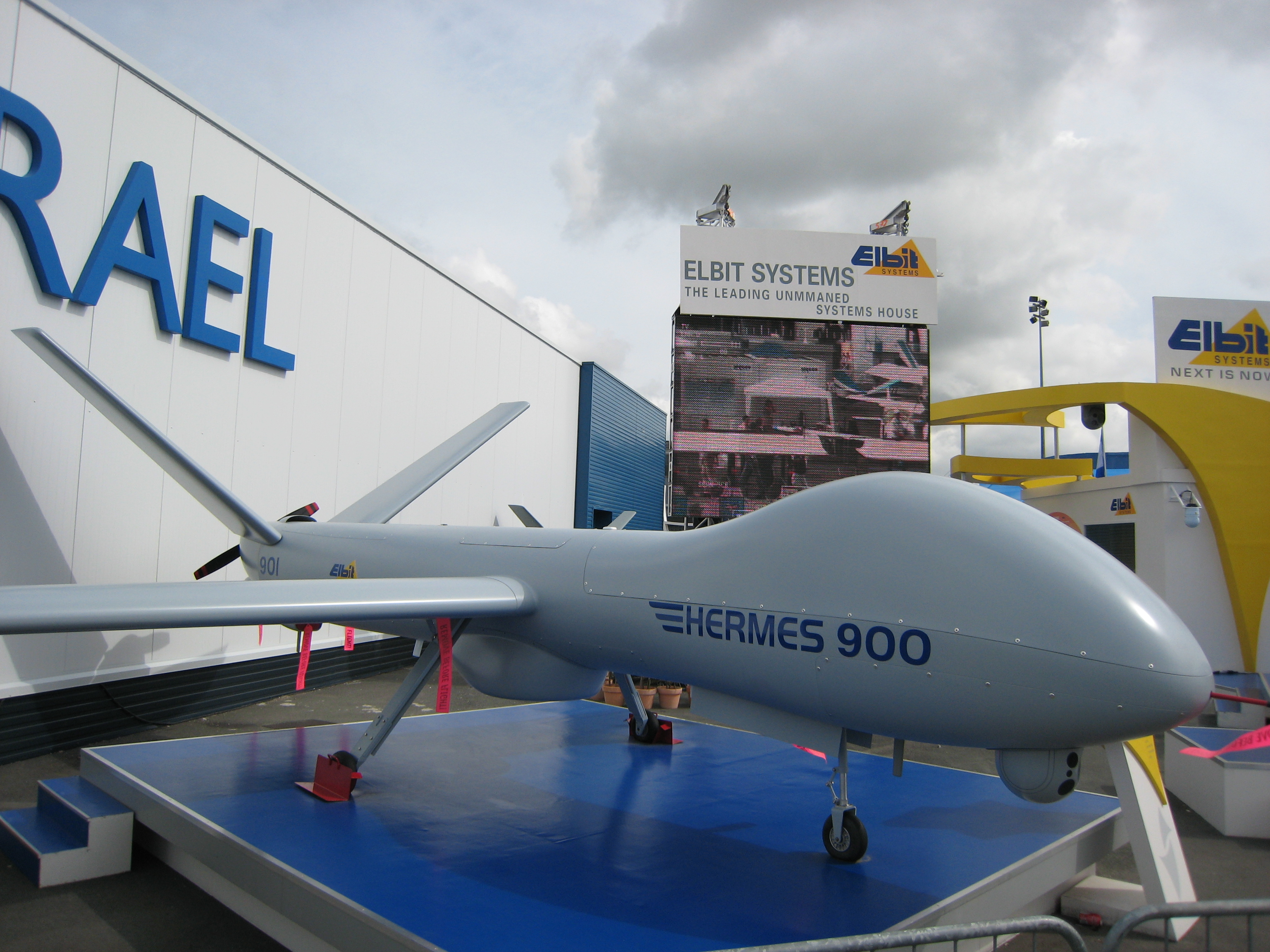
Elbit Hermes 900

Основним виробником аерокосмічної та авіаційної техніки в Ізраїлі є держава корпорація Israel Aerospace Industries. Крім військових винищувачів і БПЛА вона також проектує і будує в тому числі літаки і виконує технічне обслуговування і реконфігурацію воєнних та цивільних літаків іноземного виробництва. Крім того, державна компанія працює по ряду ракет, з авіонікою і космічними системами. Також вона здійснює виробництво всіх наземних систем, пов'язаних із космосом та авіацією. В корпорацію входять наступні підрозділи:
- Bedek Aviation Group;
- Commercial Aircraft Group;
- Military Aircraft Group,
- Systems,;
- Missiles & Space Group.

Супутникове угруповання по виготовленню Israel Aerospace Industries: EROS-А1, EROS-B, EROS-C, AMOS 1, AMOS 2, AMOS 3, Амос-4, Амос-5, AMOS 6, Ofeq 1, Ofeq 2, Ofeq 3, Ofeq 4, Ofeq 5, Ofeq 6, Ofeq 7, Ofeq 8 (TecSar), Ofeq 9, RISAT-2.

## Енергетика

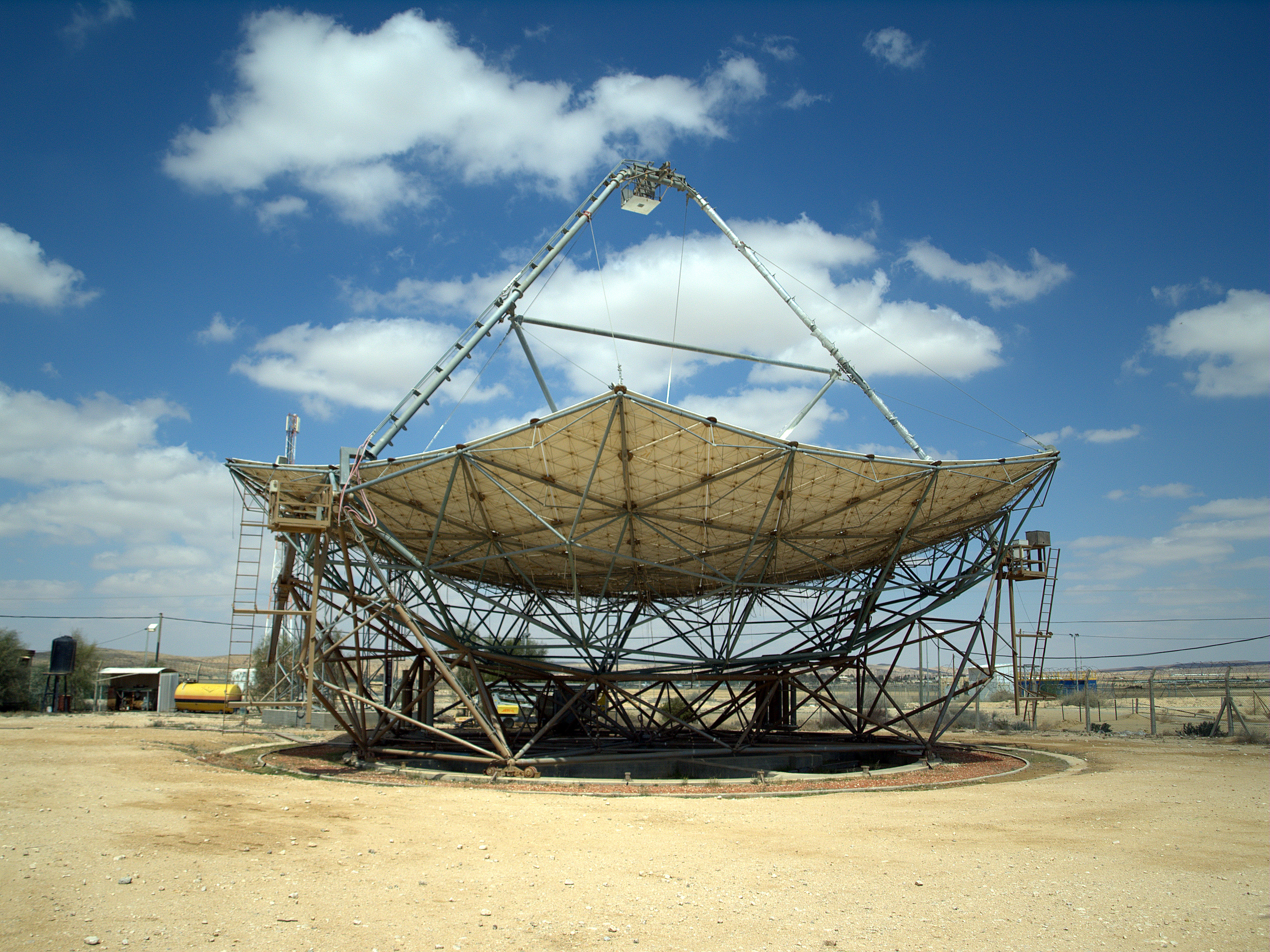
Пустеля Нагев

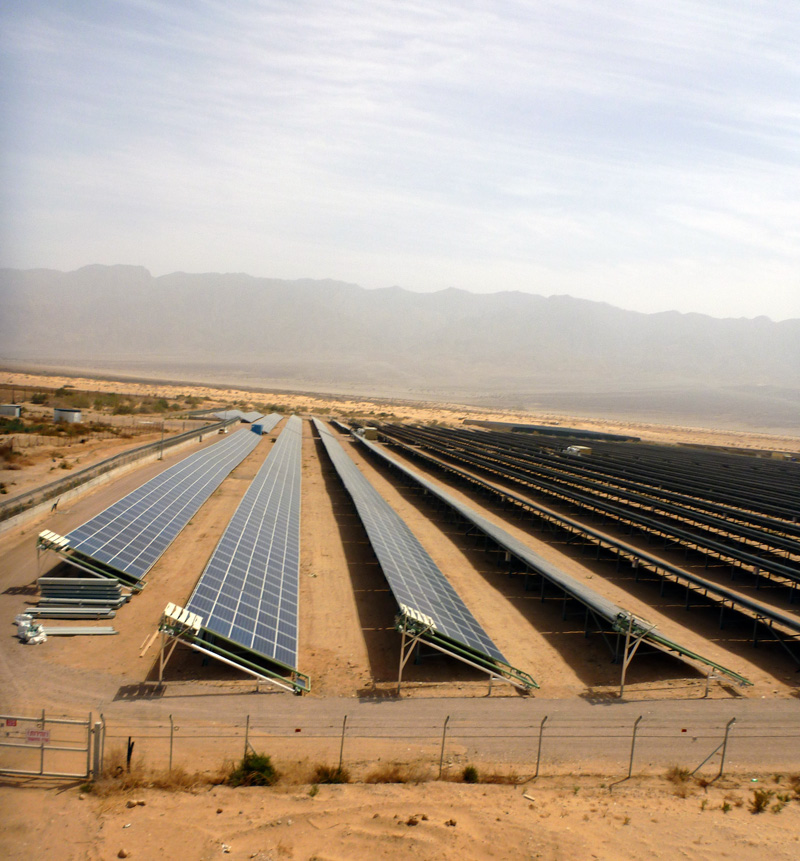
сонячні поля, Кібуц Еліфа, Ізраїль

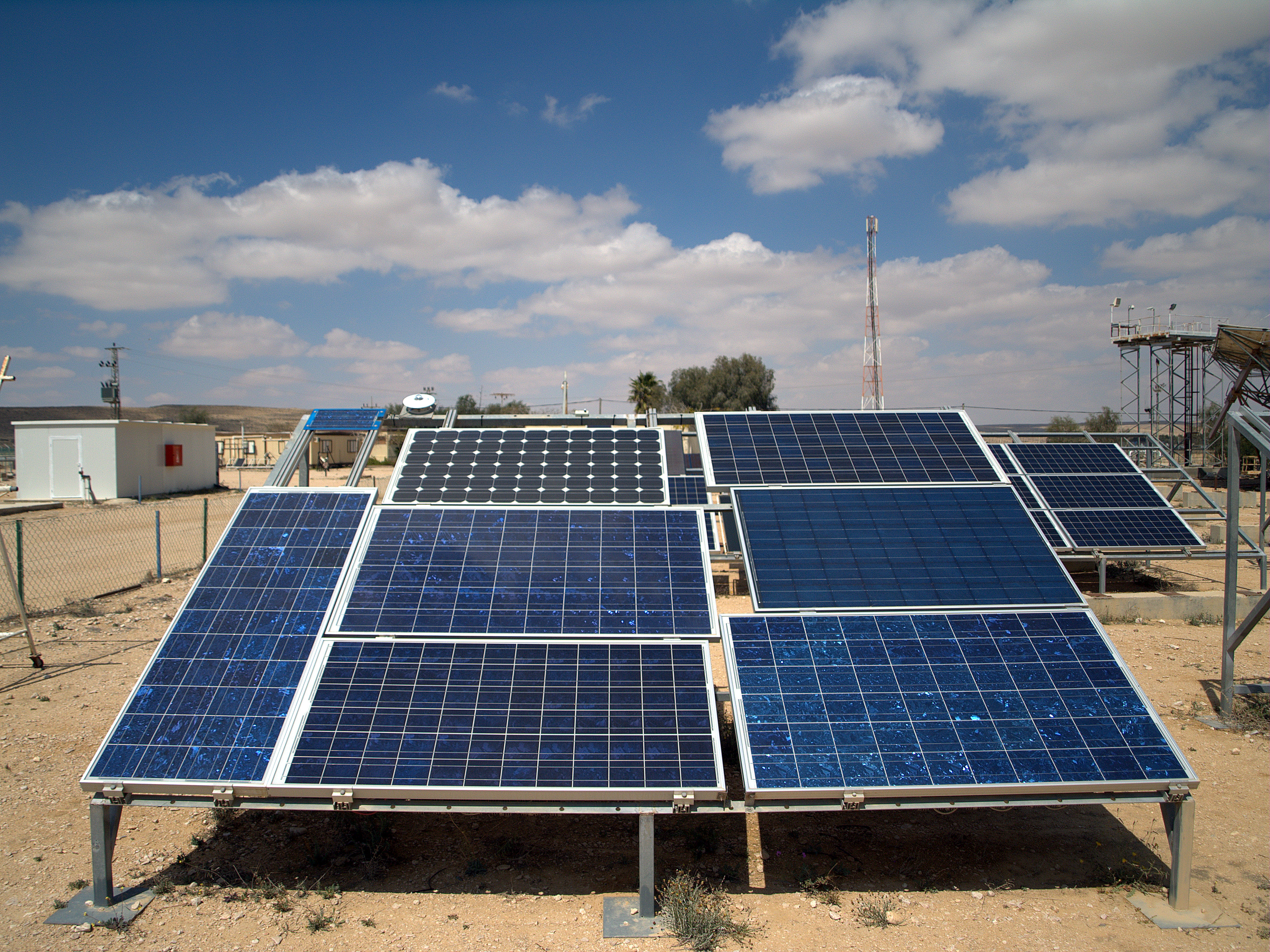
енергетичні сонячні установки Solar Energy Center

### Нафтогазовий сектор
В ізраїльській енергетиці сформований прекрасно працюючий нафтогазовий сектор, який покриває потреби країни в паливі.

### Хайфський НПЗ
Компанія Eilat Ashkelon Pipeline Co. Ltd. (EAPC) ) заснована в 1968 році, управляє трубопроводом Trans-Israel pipeline  Ейлат-Ашкелон та іншими підприємствами в енергетичному секторі, в тому числі в експлуатації компанії знаходяться два нафтових порти два нафтових термінали в Ейлаті та Ашкелонес загальною ємністю в 3,6 млн тонн для зберігання сирої нафти та нафтопродуктів.
Компанія Israel Natural Gas Lines (— державна компанія, створила в 2003 році для побудови та експлуатації системи передачі природного газу під високим тиском. Побудувала і експлуатує систему сховищ і газових трубопроводів, які пов'язують шельфові місця видобування природного газу із материковими споживачами згідно Національному плану (National Outline Plan .
Компанія  Oil Refineries — нафтова компанія, розміщена в Хайфській затоці володіє найбільшим  НПЗ в коаліції із загальною переробкою нафти потужністю близько 9,8 млн тонн сирої нафти на рік.
Компанія Ashdod Oil Refineries є другим по величині НПЗ в Ізраїлі, після Oil Refineries Ltd в Хайфі. Розміщена в місті Ашдод, яка перероблює близько 4 млн тонн сирої нафти на рік.

### Електроенергетичний сектор
Основні джерела виробництва вторинної енергії — природний газ та нафта, за рахунок яких задовольняються майже 80 % всіх енергетичних потреб країни, а інша частина покривається за рахунок закупки вугілля за кордоном. Для виробництва електроенергії сегментарно використовується також сонячна енергія та енергія повітря.
В управлінні Електроенергетичної компанії Ізраїлю знаходяться 17 електростанцій загальною потужністю на 2012 рік 13 248 Мвт із виробленням електроенергії в 2012 році 57,085 млн МВтч. Найбільш велике енергетичні об'єкти — п'ять прибережних теплових електростанцій: дві електростанції на куті Отро Рабіну встановлений потужністю 2590 МВт в Хадері і Рутенберг встановлений електричною потужністю 2250 МВт в Ашкелоні, електростанція на мазуті Ешколь потужністю 1699 МВт в Ашдоді, дві електростанції на природному газі Рединг встановленою потужністю 428 МВт в Тель-Авіві та Dorad power station встановлений потужністю 840 МВт в Ашкелоні.
Сонячна енергетика Ізраїлю — перспективна і дуже швидко розвивається як високотехнічна галузь. Ketura Sun — перший комерційний проект сонячної фотоелектростанції встановлений електричною потужністю 4,95 МВт. Побудована на початку 2011 року компанією Arava Power Company поблизу кібуцу Кетура. Із перспективних майданчиків можна відмітити також проектовану сонячну електростанцію Ashalim power station  запланованою потужністю 250 МВт в пустелі Негев.
Mishor Rotem Power Station (англ.) — електростанція потужністю 14 МВт, побудована поблизу Ротем в Негеві, яка працює на горючих сланцях, які добуваються в кар'єрі який знаходиться близько звідти. Для живлення електростанції потрібно приблизно 1,5 млн тон сланцю щорічно. Дуже важливо, що виробництво зроблена практично без відходів, а саме значна частина золи, яка створюється після процесу спалювання, використовується в таких продуктах, як наповнювач для кошачих туалетів.
Компанія SDE Sea Waves Power розвиває напрямок електроенергетики, яка використовує енергію морських хвиль. Компанія встановила вже 12 хвильових електростанцій по всьому світі, в тому числі один з пілотних проектів в порту Яффо.
Golan Heights Wind Farm на горе Бней-Расан — побудована в 1992 році на Голланських висотах, 10 агрегатів загальною встановленою потужністю 6 МВт.

### Хімічна промисловість
Хімічна промисловість: сировина та матеріали для виробництва медичних та ветеринарних препаратів, ліків, антикорозійних матеріалів, азоту, фосфатів, хлоридів, гідроксидів натрію, поліефірних смол, засобів захисту сільськогосподарських продуктів від шкідників, регулятори росту, ароматичні добавки тощо. Компанія Gat є міжнародним виробником рідких і твердих добрив, була створена в Кір'ят-Гаті в 1985 році. Особливістю компанії є виробництво унікальних комплексних компонентів рідких добрив НПК (азот, фосфор і калій). Перевага використання рідких добрив у порівнянні з використанням твердих добрив — це їх здатність точного застосування, відбувається економія водних ресурсів та контроль кількості кількості застосовуваних добрив. Гат також виробляє добрива на основі компосту, вони призначені для органічного сільського господарства. Завод ICL (іврит) по виробництву добрив був побудований поруч з НПЗ Хайфою для використання відходів нафтопереробки в якості сировини для виробництва добрив на початку 50-х років минулого століття.
Компанія Haifa Group з 1966 року займається виробництвом корисних копалин для сільського господарства та хімікатів для промисловості та харчових продуктів, володіє трьома заводами та одинадцятьма дочірніми компаніями.
Haifa Chemicals Ltd, яка входить в Haifa Group, виробляє головним чином нітрат калію і різноманітні солі фосфату. Сировина, що використовується для виробничого процесу компанії, — калій, який добувається в Мертвому море, фосфати, що добуваються в Негеві, а також імпортуються з Кольського півострова в Росії) і аміак (які завозять в Ізраїль).
Компанія Tambour, яка займається виробництвом фарб, покриттям і спеціалізується на сучасних будівельних матеріалах. Компанія була заснована в Ізраїлі в 1936 році. Має свою виробництво та майданчики в Акко, Гешері та Мигдаль-ха-Емеці, штаб-квартира знаходиться в місті Нетанія. Станом на кінець 2011 року в Тамбурі працювали 686 робітників.

### Промислова зона Рамат Ховав
Компанія Carmel Olefins (іврит) [сайт 25] випускає продукцію полімерів з олефінів — поліетилену та поліпропілену, які є ключовими компонентами сировини у галузі пластиків. Компанія має виробничу потужність 165 тис. тонн поліетилену та 450 тис. тонн поліпропілену, а її продукція споживається у місцевій промисловості пластмас (близько 40 %) і йде на експорт у Європу.
Рамат Ховав — промислова зона з 19 хімічних заводів, у тому числі Махтешім Аган, Тева фармацевтичної промисловості, Israel Chemicals, завод по випуску брому та інші. Заводи Мертвого моря Махтешім Аган — компанія по виробництву агрохімікатів (пестициди, гербіциди, інсектициди та фунгіциди) займає сьомий місце в світі в цій області і входить в десятку найбільших в Ізраїлі з точки зору ринкової вартості.
В компанії працює близько 4 тис. людина і продає продукцію на 2,4 млрд доларів в рік.
Компанія Dead Sea Works є четвертим за величиною в світі виробником і постачальником продукції калійних добрив. Компанія також виробляє хлористий магній, солі для промислового застосування, антиочисники, солі для ванн, кухонної солі, а також сировину для косметичної промисловості.
Компанія Rotem Amfert займається добуванням фосфатів і їх збагаченням. Завод виробляє сірчану кислоту, фосфорну кислоту, сільськогосподарські хімікати, фосфат, комплексні добрива та спеціальні добрива. Компанія має три фабрики в Негеві, зайнято близько 1200 робітників. Обсяг спожитої сировини близько 3 млн. Тонн фосфоритів і виробництво близько 1,6 млн тонн сільськогосподарських культур в рік.

### Природний газ в Ізраїлі

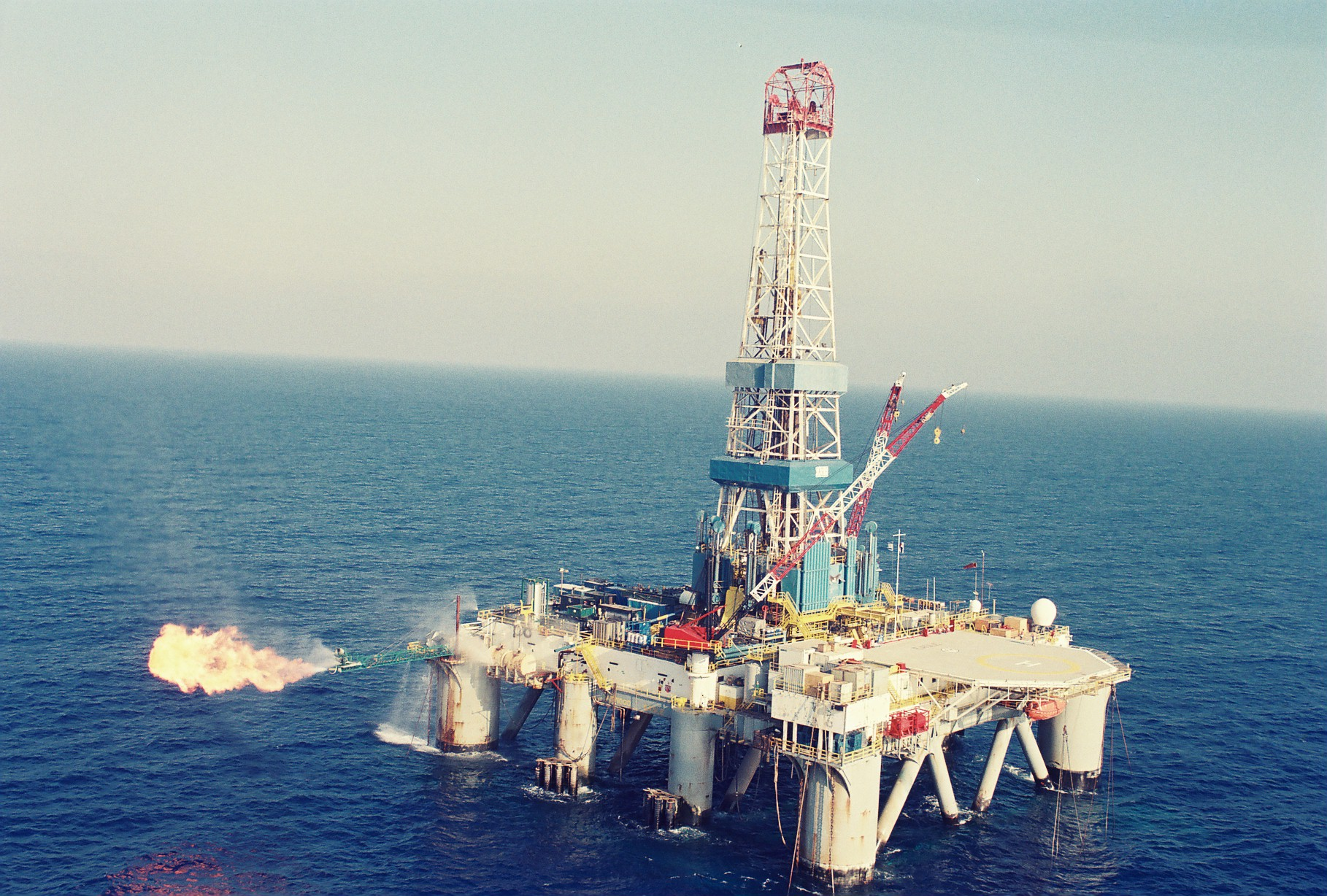
Noa поле природного газу, Ашкелон

Ізраїльський природний газ за місцем добування

Природний газ в Ізраїлі є первинним джерелом енергії в Ізраїль. За станом на 2014 рік Ізраїль видобув понад 7,5 мільярдів кубометрів природного газу на рік
і експортував природний газ тільки на палестинські території. Ізраїль з початку 2000 р. мав 199 мільярдів кубометрів перевірених запасів природного газу
2016.
Історично Ізраїль спирався на зовнішній імпорт для задоволення більшої частини своїх енергетичних потреб, витративши суму, еквівалентну понад 5 % ВВП на рік у 2009 році, на імпорт енергетичних продуктів.

### Сонячна енергія в Ізраїлі
Використання сонячної енергії почалося в Ізраїлі у 1950-х роках з розвитком сонячного водонагрівача Леві Їсар з метою подолання дефіциту енергії, яке потрібно було новій країні. У 1967 приблизно 5 % води забезпечували людей та продали 50 000 кВт сонячної енергії. Нафтова криза 1970 року, Гаррі Цві Табор розробив прототип сонячного водонагрівача, який зараз використовується в більш ніж 90 % будинків ізраїльських країн. В результаті обов'язкового регулювання сонячної енергії встановлено понад 1,3 мільйони сонячних водонагрівачів.
Ізраїльські інженери були на передній край технології сонячної енергії і його сонячні компанії працюють над проектами у всьому світі.
Однак, хоча ізраїльські інженери були задіяні як фотоелектричні, так і концентровані сонячні електростанції, найраніші ізраїльські компанії, які стали лідерами ринку у своїх відповідних галузях, всі були задіяні в зосередженій сонячній енергії.
Деякими помітними прикладами цього є BrightSource, Solel та Brenmiller Energy, які працюють над масштабними проектами. Крім того, компанія SolarEdge на базі Herzliya стала лідером на ринку інверторів для фотоелектричної сонячної енергії, що не належить до вигідності.
Оригінальна відсутність запасів викопного палива та аравійсько-ізраїльських конфліктних відносин із сусідніми нафтовими ресурсами країни — пошук стабільного джерела енергії — це національний пріоритет.
У 2009 році Ізраїль знайшов запаси природного газу у своїй винятковій економічній зоні, що може зменшити терміновість розвитку сонячних батарей. Сонячні технологія в Ізраїлі перейшла до того місця, де вона практично конкурентоспроможна з викопним паливом. Висока щорічна захворюваність спеки в пустелі Негев підштовхнула всесвітньо відома сонячна науково-дослідна та дослідницька діяльність.

Наприкінці 2008 року було схвалено схему зеленого тарифу, яка призвела до реалізації багатьох проектів житлової та комерційної побудови електростанцій сонячної енергії.
Мета Ізраїлю — виробництво 10 % енергії країни з відновлюваних джерел енергії до 2020 року.

## Алмазна промисловість

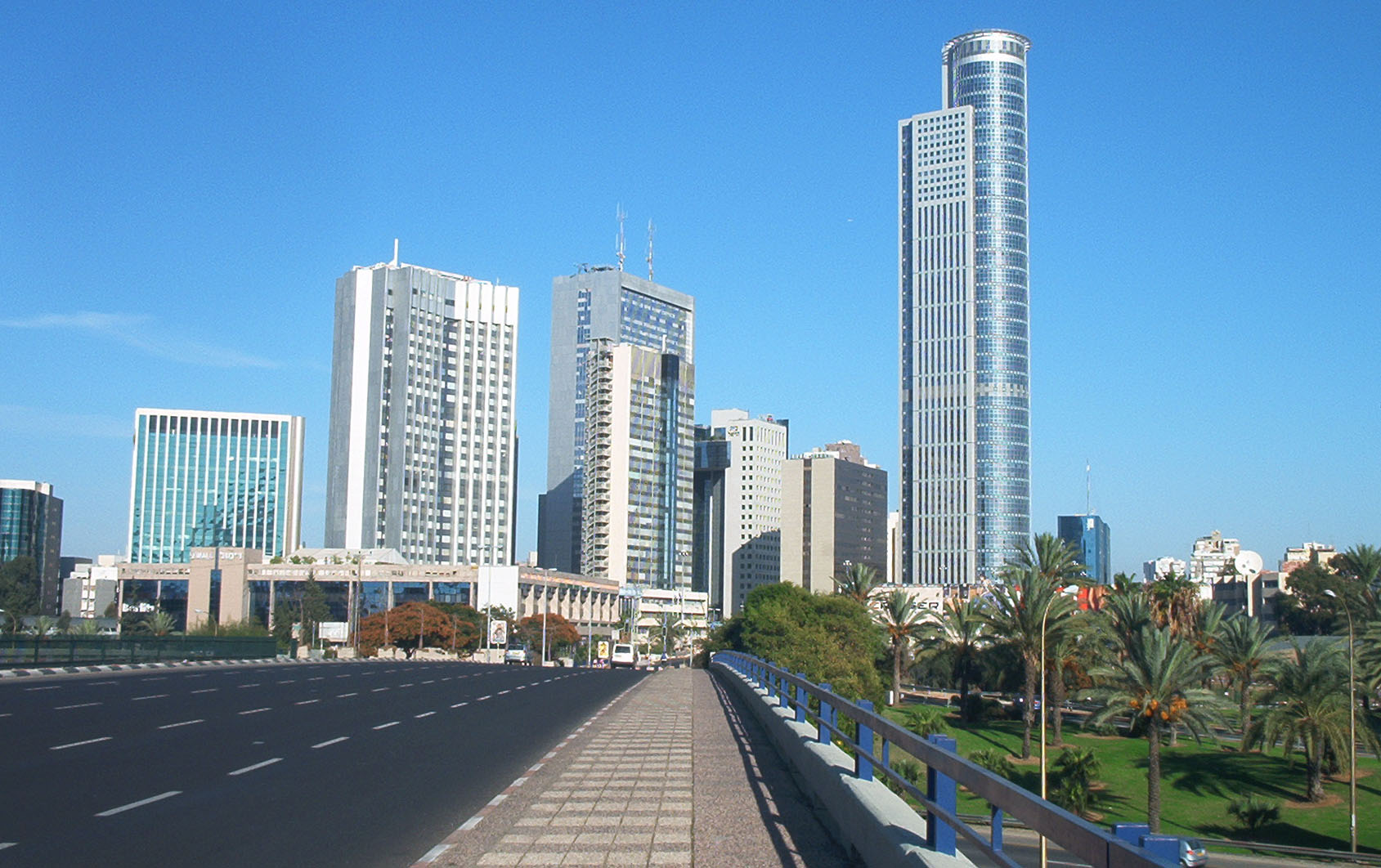
Діамантовий район в Рамат Гані

Ізраїль є одним з трьох найбільших центрів з обробки алмазів і виготовлення діамантів, поряд з Бельгією і Індією. Експорт діамантів в 2012 році становив 4,3 млрд доларів США (основні одержувачі: США, Гонконг, Бельгія), необроблених алмазів — 2,8 млрд. Обсяг імпорту необроблених алмазів оцінювався в 3,8 млрд. У загальному експорті країни алмази складають близько 24 % .
За оцінками за 2007 рік, 12 % (за вартістю) діамантів світу було відшліфовано в Ізраїлі, в 2010 році частка знизилася до 9 %.
Алмазна біржа Ізраїлю в Рамат-Гані об'єднує в собі торговий зал, офіси алмазних виробників, діамантооброблювальні підприємства, ювелірні магазини та виставкові зали . Серед різних організацій, які працюють в Ізраїльської діамантової промисловості, знаходиться і Ізраїльський інститут алмазів, який грає центральну роль в просуванні галузі на світовому ринку, розробляє інноваційні методи, що дозволяють ізраїльській алмазній промисловості перебувати в перших рядах по технологічних досліджень світу.

## Целюлозно-паперова промисловість
Компанія Hadera Paper Group є лідером на ринку паперу та паперової продукції в Ізраїлі. Компанія була створена в 1951 році групою американських інвесторів. Основна продукція заводів Hadera Paper Group, що знаходяться в промисловій зоні міста Хадера, це пакувальний папір і гофрований картон, паперова продукція, абсорбуючі вироби для дітей і немовлят, предмети жіночої гігієни. У компанії і на її дочірніх підприємствах працює близько 2 тис. Співробітників і валовий оборот становить 2 млрд доларів на рік.

## Оборона промисловість
Шторм 3

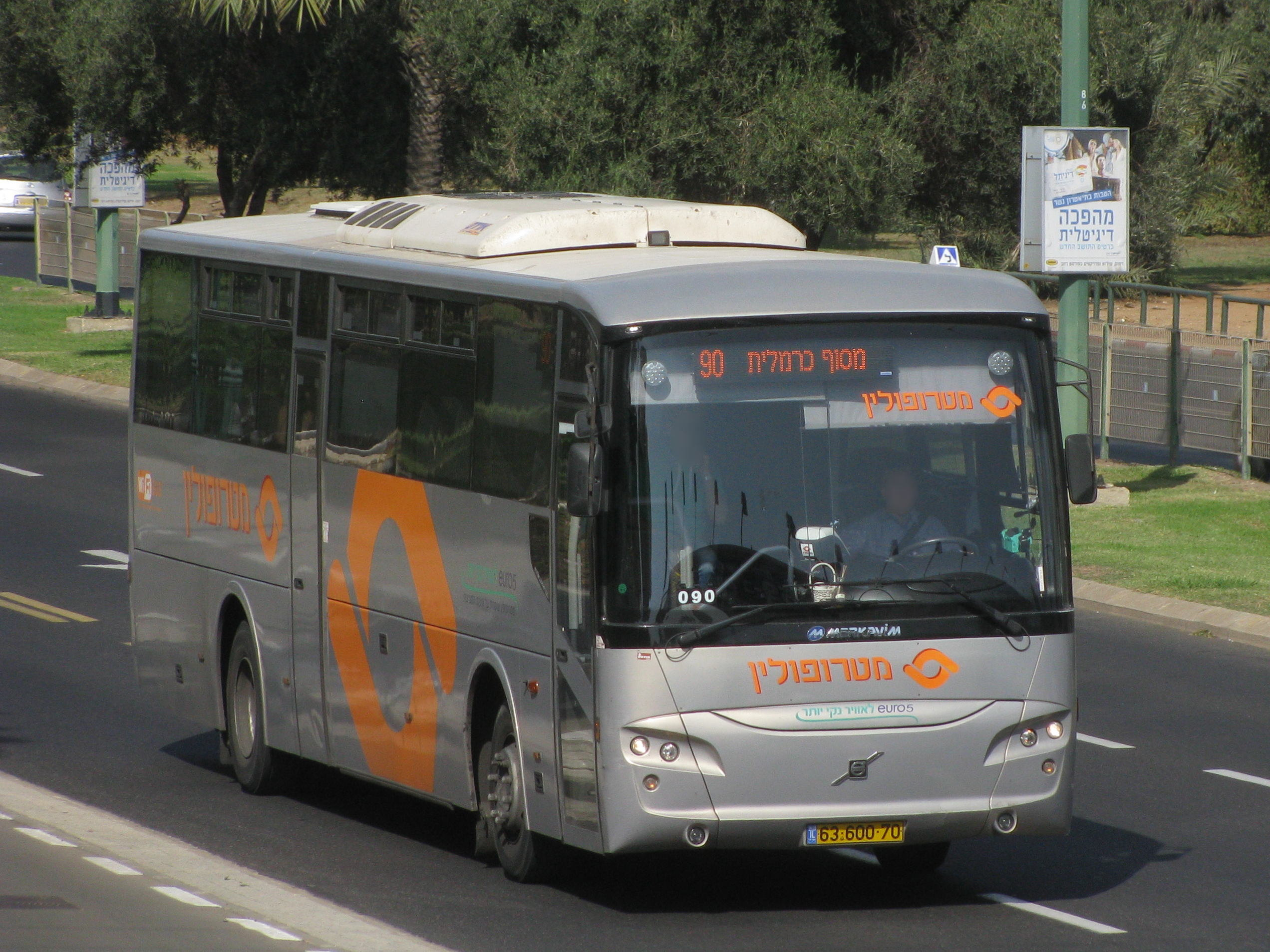
Merkavim Mars автобус

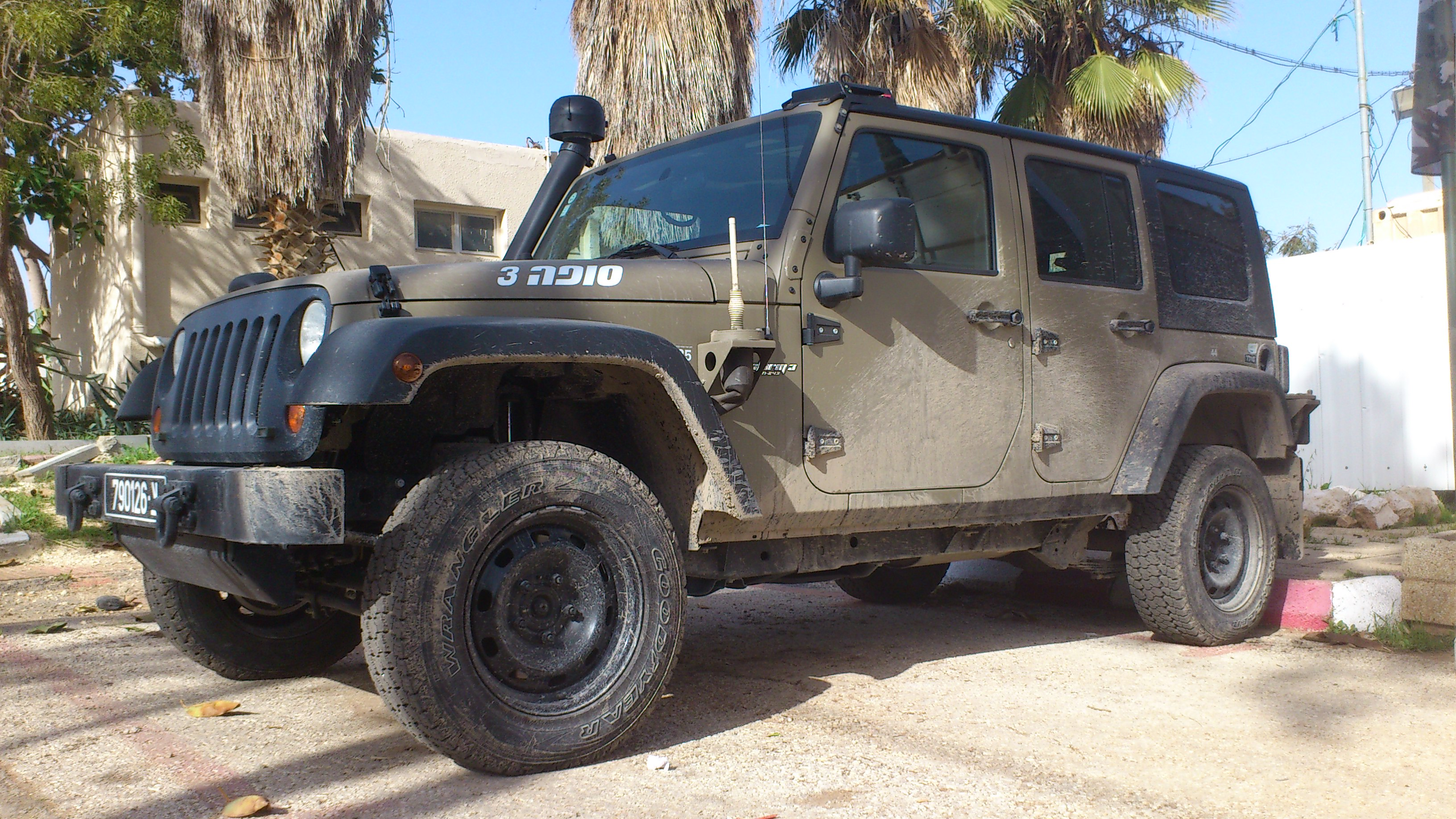
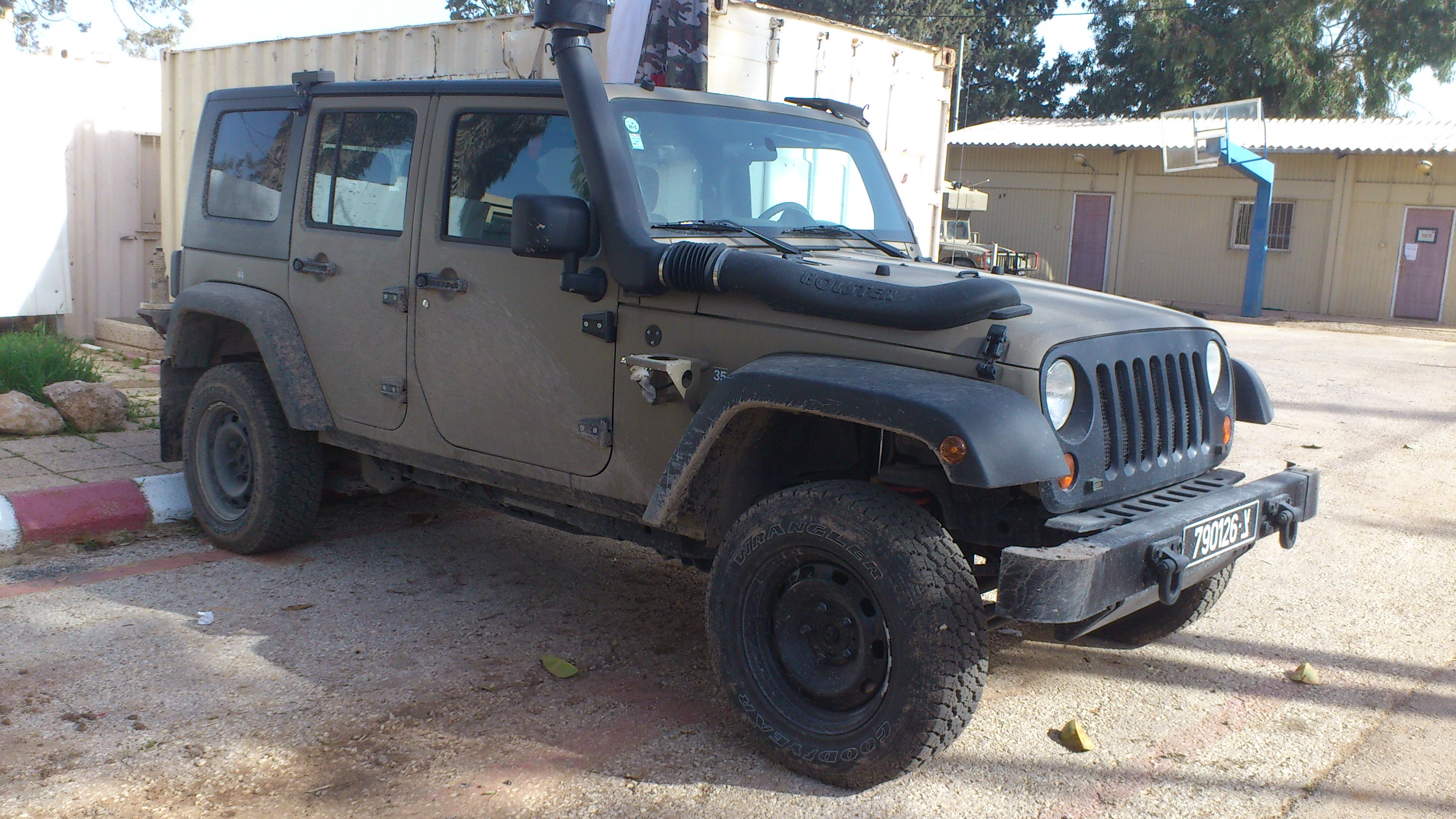

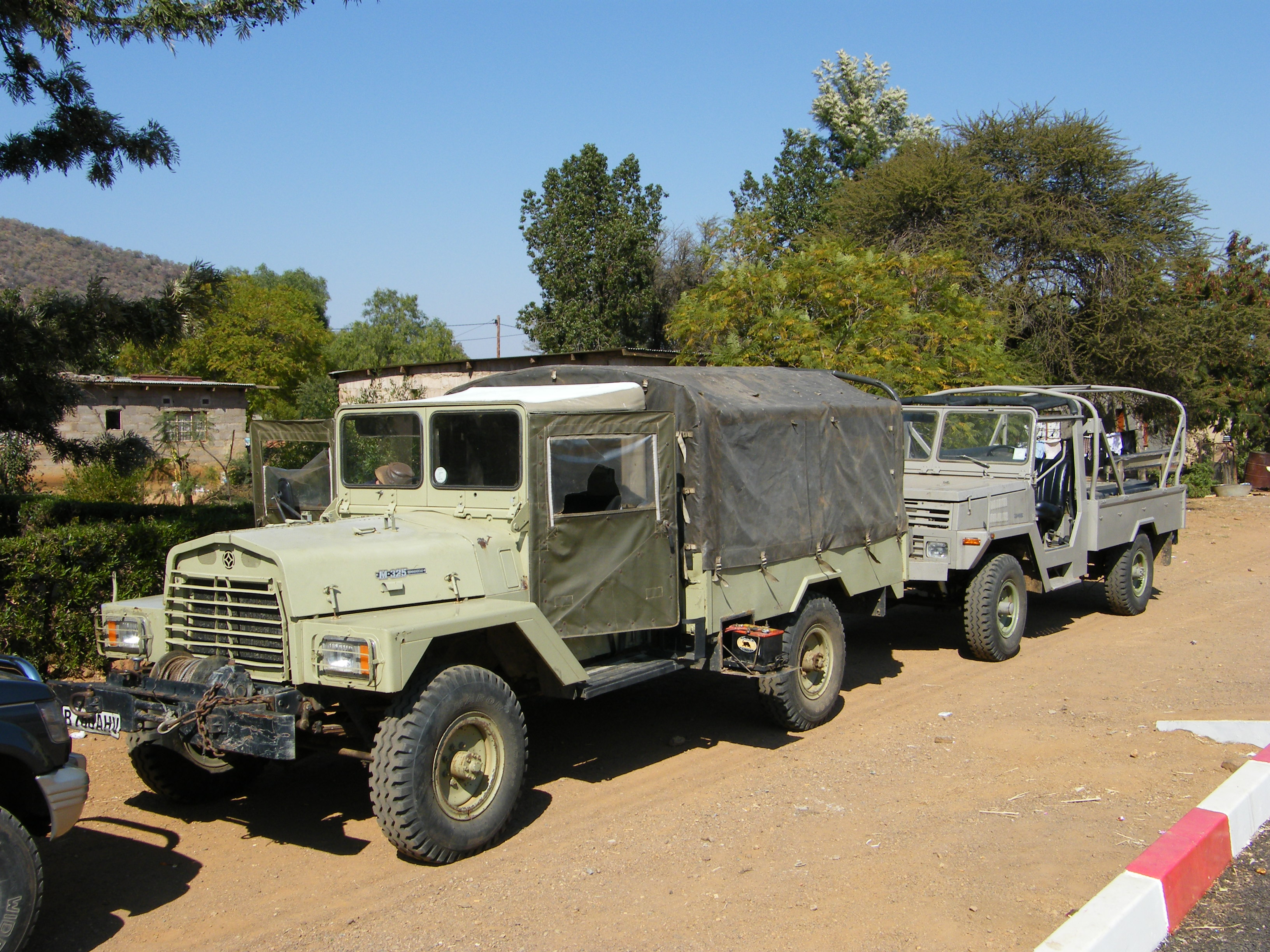
AIL M325 та M462 ABIR

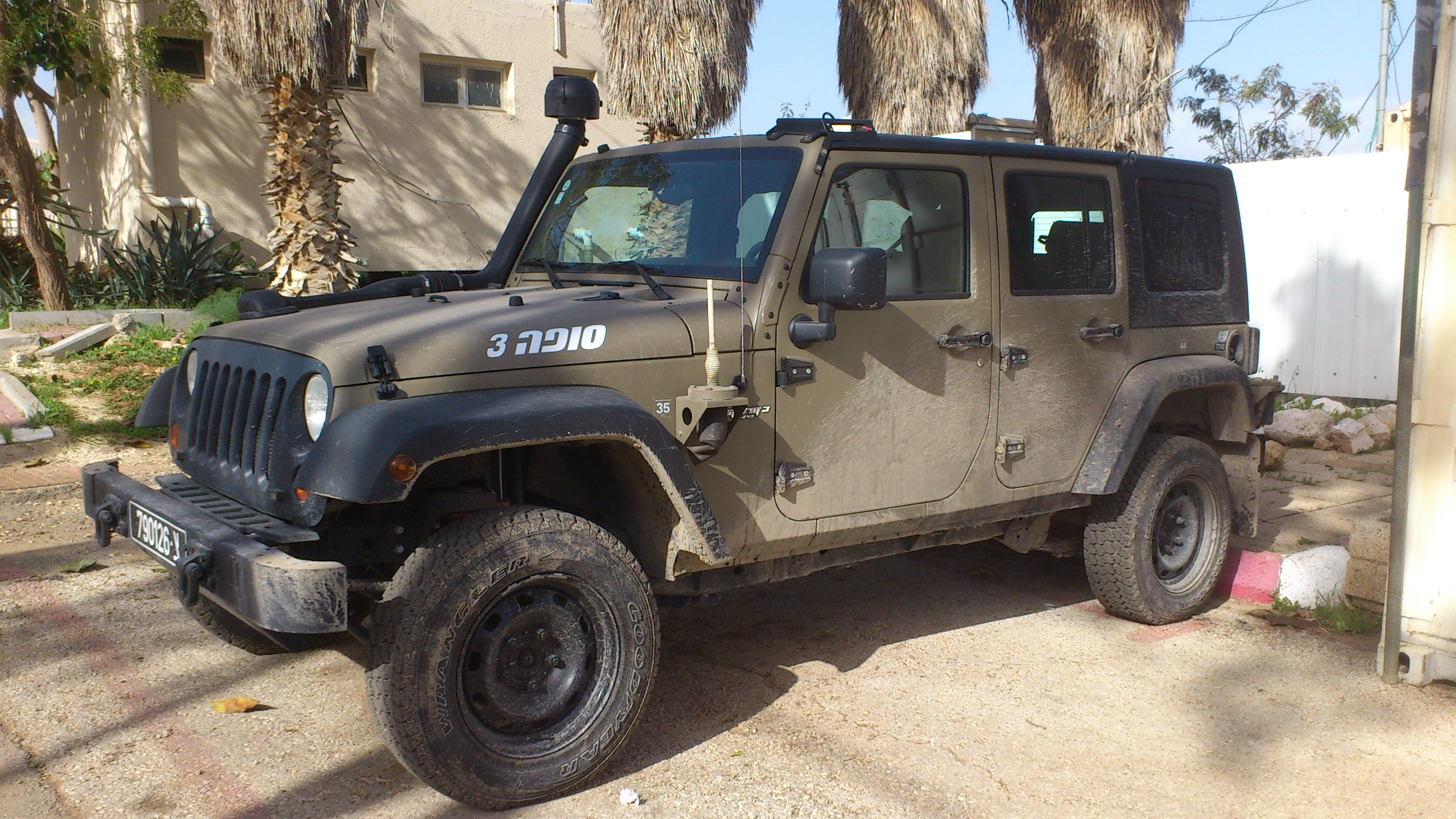
Шторм III

Одним з дуже важливих напрямів в промисловості в Ізраїлі є оборона промисловість. Майже 80 % продукції, яка виробляється в Ізраїлі військового призначення іде на експорт. В 2012 році країна досягла рекордного оборонного експорту 7,47 млрд доларів. Ізраїльські військові інженер досягли практичної досконалості в проектуванні і виробництві безпілотних літальних апаратів, спеціалізованої електроніки, ракетної техніки, боєприпасів та деяких видів стрілецької зброї.
Компанія Aeronautics Defense Systems розробляє та випробовує системи озброєння, на приклад  — воєнні і комерційні безпілотні літальні апарати, системи забезпечення, охорони безпеки, дислокується в Явне, і працює 750 співробітників.
Компанія Elbit Systems спеціалізується в розробці і модернізації різноманітних видів озброєння: систем безпілотних літальних апаратів, авіоніки, радіолокації, наведення в артилерії і ракетній техніці. Самим великим приватним оборонним концерном в Ізраїлі, якраз і є ця компанія в якій працює більше 12 тис. осіб.
Mikal Group входить в Elbit Systems і працює в області озброєння, складається із трьох дочірніх компаній.
Солтам — Soltam Systems Ltd. — ізраїльська компанія, виробник артилерійського озброєння, мінометів та артилерійських боєприпасів. Створена в 1950 році. В 2010 році була куплена компанією Elbit Systems. Завод по виробництву артилерійських зброї та боєприпасів розміщений в місті Йокнеам.
Група Elisra  проектує та виробляє електроні системи комунікації, системи відстеження і контролю ракет, радари та літаки. В склад групи входять три компанії: Elisra Electronic Systems Ltd., Tadiran Electronic Systems Ltd. та Tadiran Spectralink Ltd.
ELTA Systems є дочірньою компанією Israel Aerospace Industries, яка спеціалізується на радіолокаційних мережах, системах радіозв'язку, радіоелектронної розвідки, радіоелектронної протидії.
Підприємство BlueBird Aero Systems спеціалізується на розробці та виробництві тактичних безпілотних систем. Компанія була створена в 2002 році. Штаб-квартира компанії знаходиться в Кадіма-Цоран.
Компанія E.M.I.T. Aviation, спеціалізується на розробці та виробництві тактичних високотехнологічних безпілотних систем, була створена в 1986 році. Штаб-квартира компанії знаходиться в Кадіма-Цоран.
Фірма Innocon спеціалізується на розробці та вироблені тактичних безпілотних систем. Створена в 2001 році, штаб-квартира компанії знаходиться в м. Холон.
Israel Military Industries— воєнна державна корпорація, яка виробляє системи озброєння, боєприпаси, а також ракети та бронетехніку. Основний поставник озброєння для Армії оборони Ізраїлю. Число робочих є 3200 людей, оборотом є 650 млн доларів, розміщено в Рамат-ха-Шароні.
Israel Weapon Industries— виробництво стрілецької зброї. Основними споживачами продукції є ізраїльські спецслужби та Армія оборони Ізраїлю. Роком заснування є 2005. Розміщення — Рамат-ха-Шароні.
Rafael Advanced Defense Systems Ltd виробляє ракетну зброю, протитанкові ракетні комплекси, зенітно-ракетні комплекси, ручні протитанкові гранатомети, безпілотні літальні апарати, дистанційно керовані катери, системи активного захисту та інше.
Створена в 1958 році в компанії працює 6 тис. людей і вона має грошовий оберт більш сім млрд доларів в рік.

## Промислові Організації
Асоціація виробників Ізраїлю (MAI) (єврейська: התאחדות התעשיינים בישראל) є представницьким органом всіх галузей промисловості в Ізраїлі: приватних, громадських, кібуц і державних галузей. МАІ налічує понад 2000 організацій та промислових підприємств, які відповідають за більш ніж 95 % промислової продукції в Ізраїлі.
Асоціація виробників Ізраїлю була заснована в 1921 році групою єврейських промисловців під час Британського мандату над Палестиною Окрім захисту та лобіювання місцевої промисловості та підприємців, МАІ пропонує консультативні послуги у сфері промислових відносин та законодавства, зовнішньої торгівлі — починаючи від участі в переговорних процесах, що стосуються угод про вільну торгівлю (ЗВТ) та практики регулювання міжнародної торгівлі, а також рівень парламентського законодавства, здійснення та виконання законів.

## Текстильна промисловість, виробництво одягу і меблів

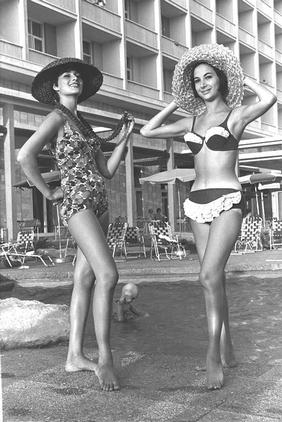
Gottex моделі, 1951

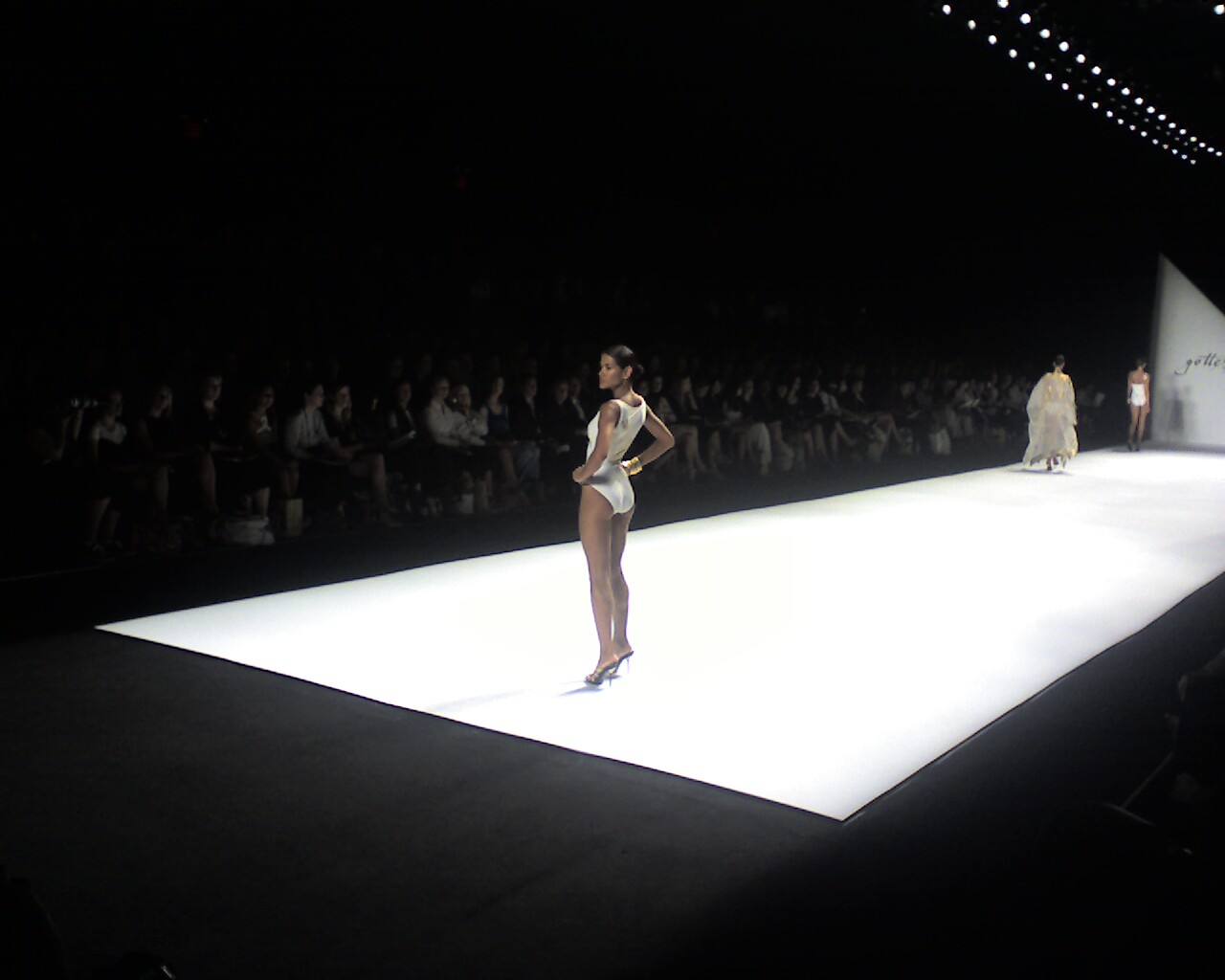
Gottex колекції, 2007, на Fashion Week в Нью-Йорку

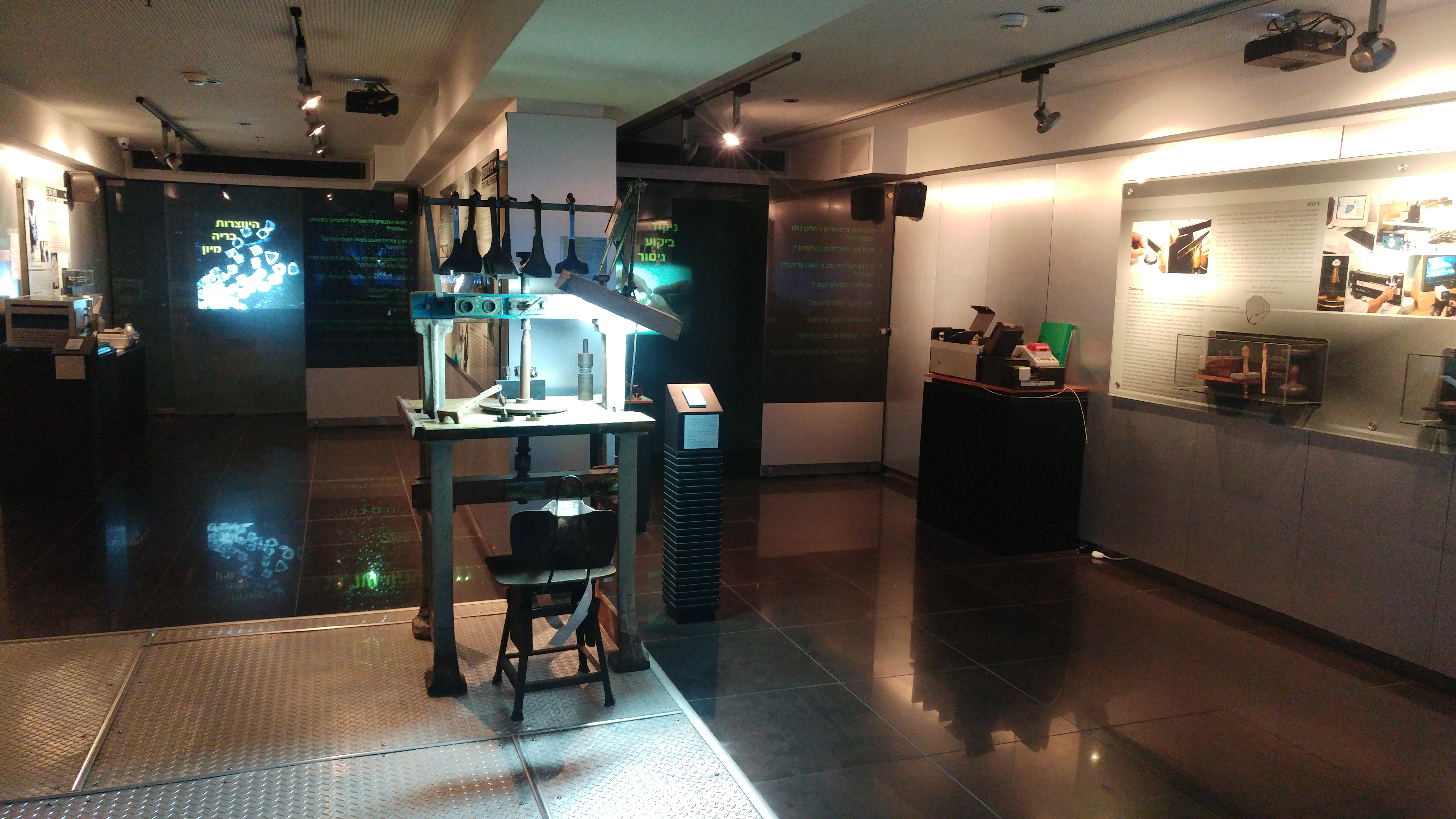
Виставочний центр в Діамантовій вежі

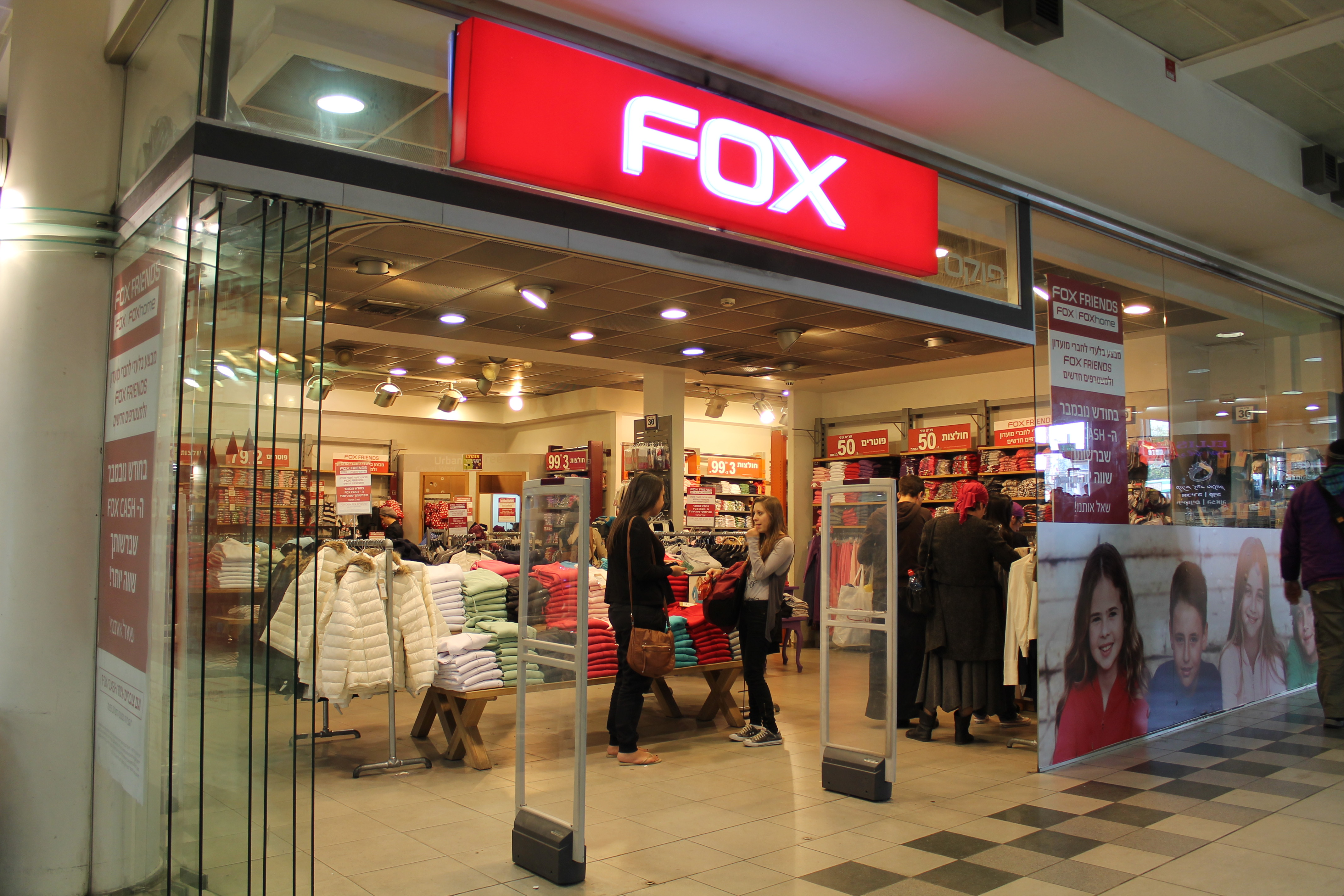
Магазин Fox

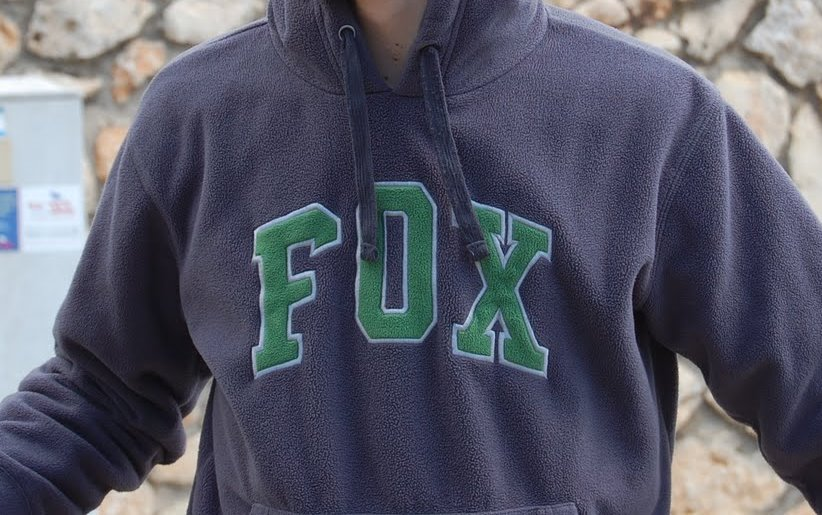
Fox Кофта

Корені галузі текстильної промисловості Ізраїлю укріплялись ще в 20-х роках XX століття. Серйозне становлення цієї галузі відбулося в 60-ті та частково 70-ті роки, протягом яких на текстильних фабриках вже працювали тисячі співробітників. В кінці 70-х промисловість постанова почала знижувати свої показники, в зв'язку із зростаючою конкуренцією дешевої робочої сили за кордоном. Галузь в 2009 році нараховувала 14 тис. текстильників, багато з яких займалися маркетингом продукції, виробленою за кордоном. Промисловість включає виробництво сировини (тканин, ниток тощо) та готової продукції (одяг, постелі тощо). Експорт ізраїльського текстилю, одягу та продукції індустрії моди складала 1 млрд доларів в 2009 році.
Компанія Gottex  виробляє в Тель-Авіві купальники починаючи з 1949 року. Загальні доходи групи Gottex складає приблизно 1,2 млрд доларів в рік.
Компанія Амінах розміщена в мошаві Нір-Цві, де на площі більше ніж 30 тис. м2 розміщені шість заводів по виробництву і збірці матраців, пружин, дерев'яних, металічних та поліуретанових виробів.
Компанія Fox-Wiesel займається дизайном, виробництвом і продажем одягу і аксесуарів моди. Заснована була в 1942 році, в 2008 році має 200 дрібних магазинів і безліч фабрик, в яких працює майже 2 тис. співробітників.
Компанія Tefron, заснована в 1977 році, займає одне з лідерських місць на ринку безшовного спортивного одягу і нижньої білизни. В компанії працює 1500 людей.
Delta Galil Industries  є текстильною фірмою із штаб-квартирою в Тель-Авіві та заводами по всьому світі. Delta Galil Industries є виробником та продавцем швейної продукції для чоловіків, жінок і дітей. Компанія була заснована в 1975 році. Вона виробляє як чоловічу так і жіночу нижню білизну, бюстгальтери, шкарпетки, одяг для новонароджених, одяг для відпочинку, нічну білизну, трикотаж, еластичні стрічки. Доходи в 2012 році складали 818 млн доларів. Співробітників — 7130 осіб.
Nilit — міжнародний виробник нейлону 6.6 (поліаміди) з штаб-квартирою в Мігдаль-ха-Емек. Nilit має два підрозділи. Nilit Fibers спеціалізується на полімеризації. Nilit Plastics виробляє з нейлону 6,6, нейлон 6 (капрон) і з'єднань Polybutylene terephthalate  лиття під пресом, монолітні деталі, плівкове покриття. Пластмаси потім використовуються для виготовлення компонентів автомобілів, товарів народного споживання, виробів медичного призначення та електроніки. Nilit була заснована в 1969 році. Співробітниками є 1700 людей.

## Автомобілебудівна промисловість

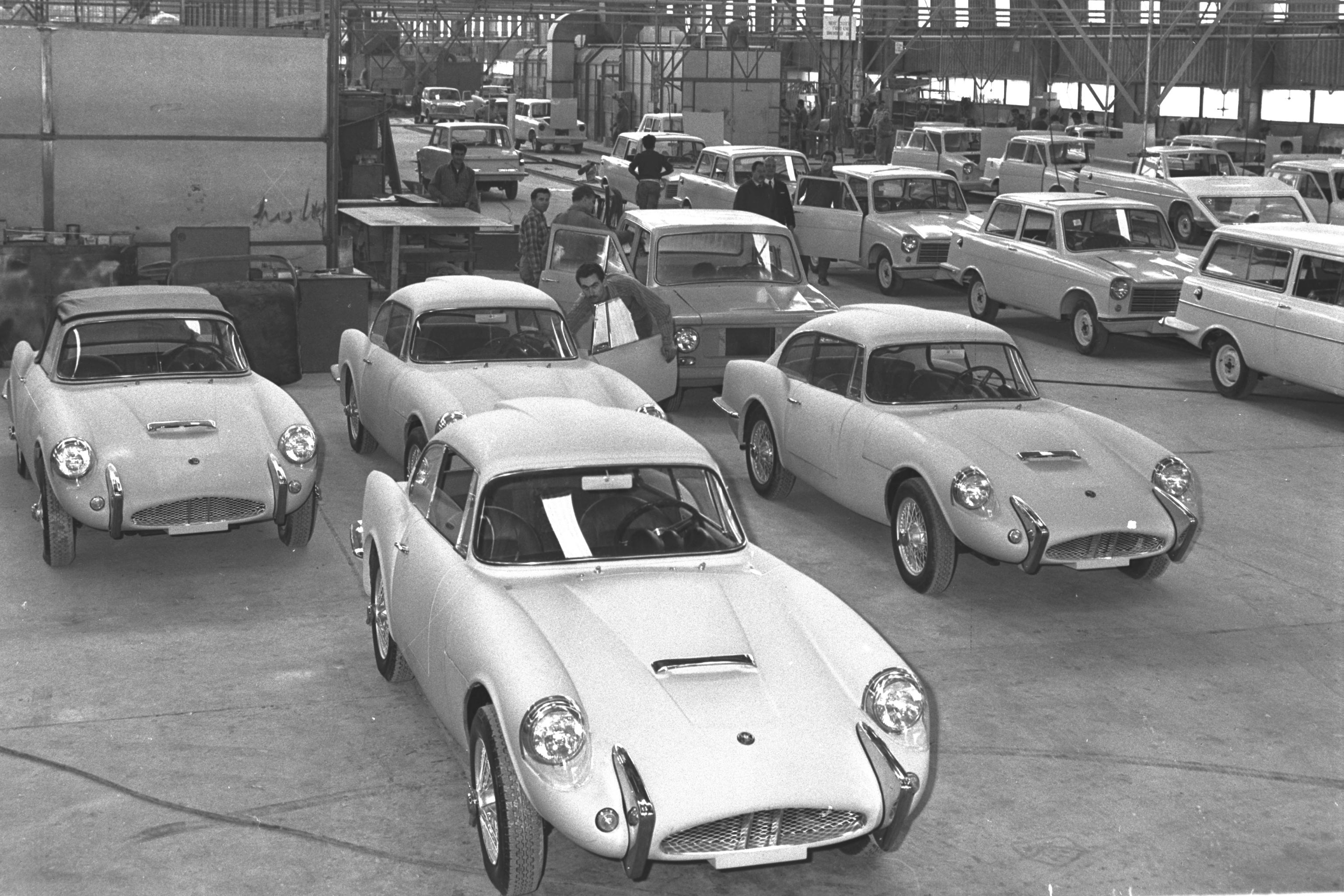
Sabra, Sussita, та Carmel машини вироблені на фабриці в 1967 році

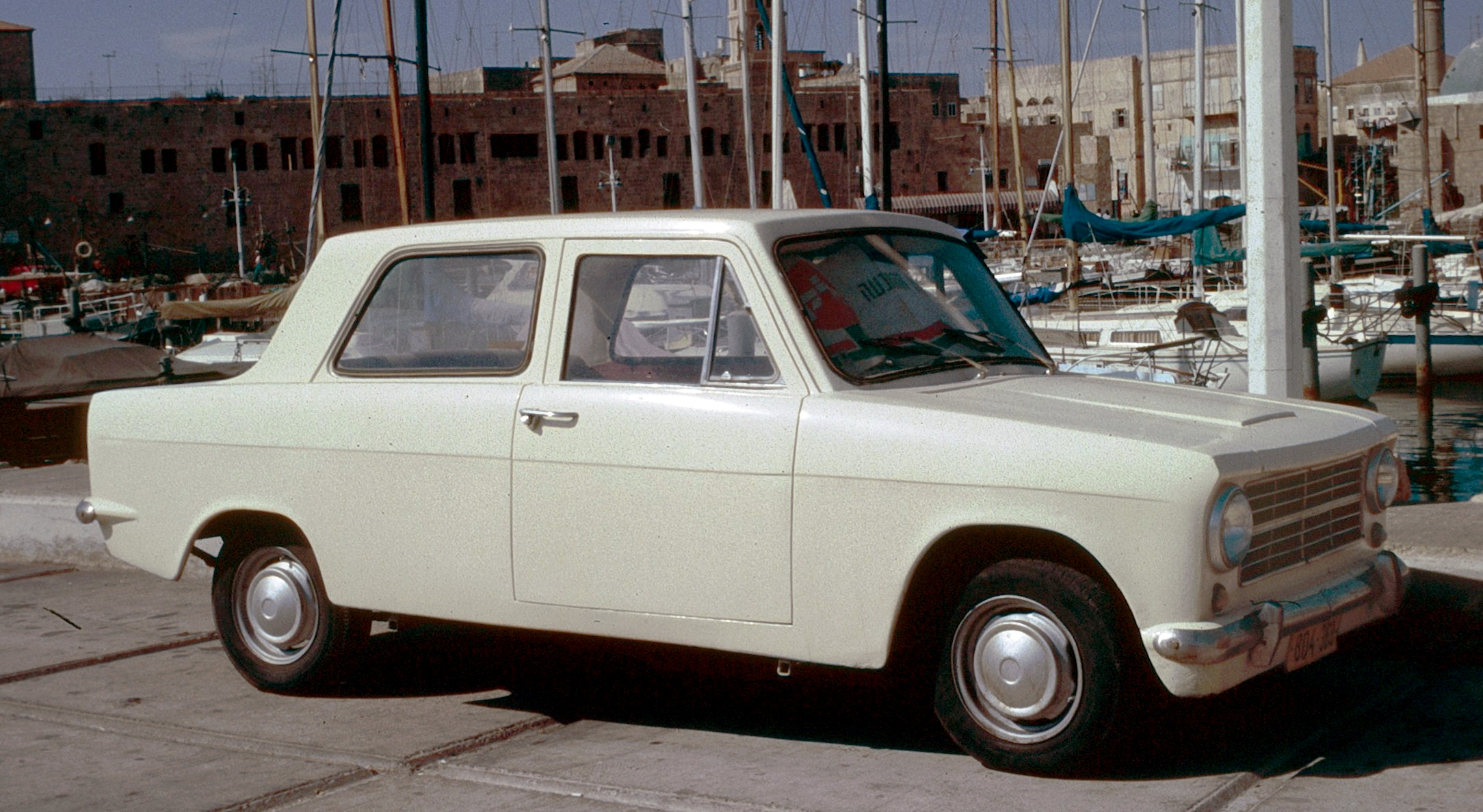
Автомобіль Carmel

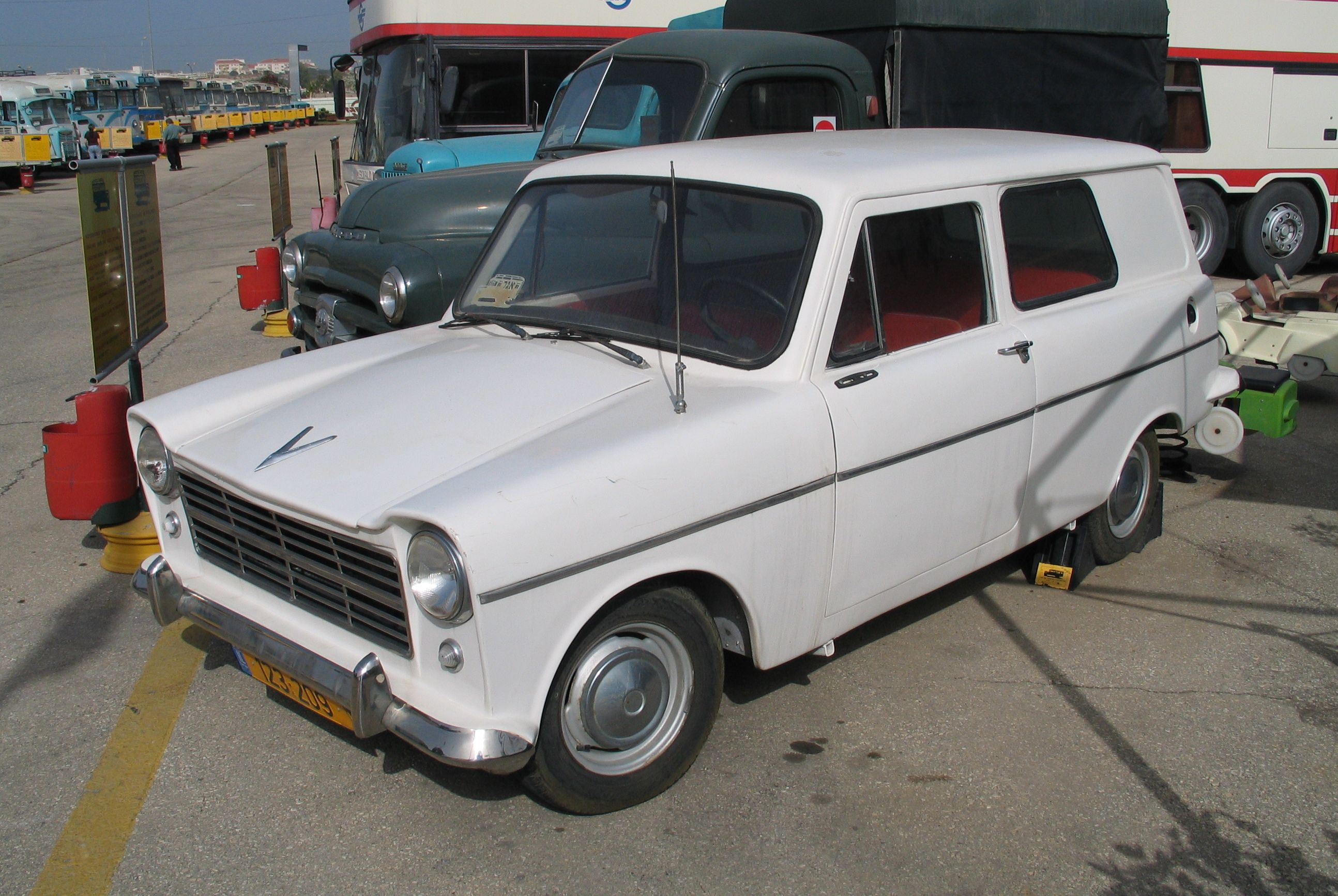
Автомобіль Sussita 12/50

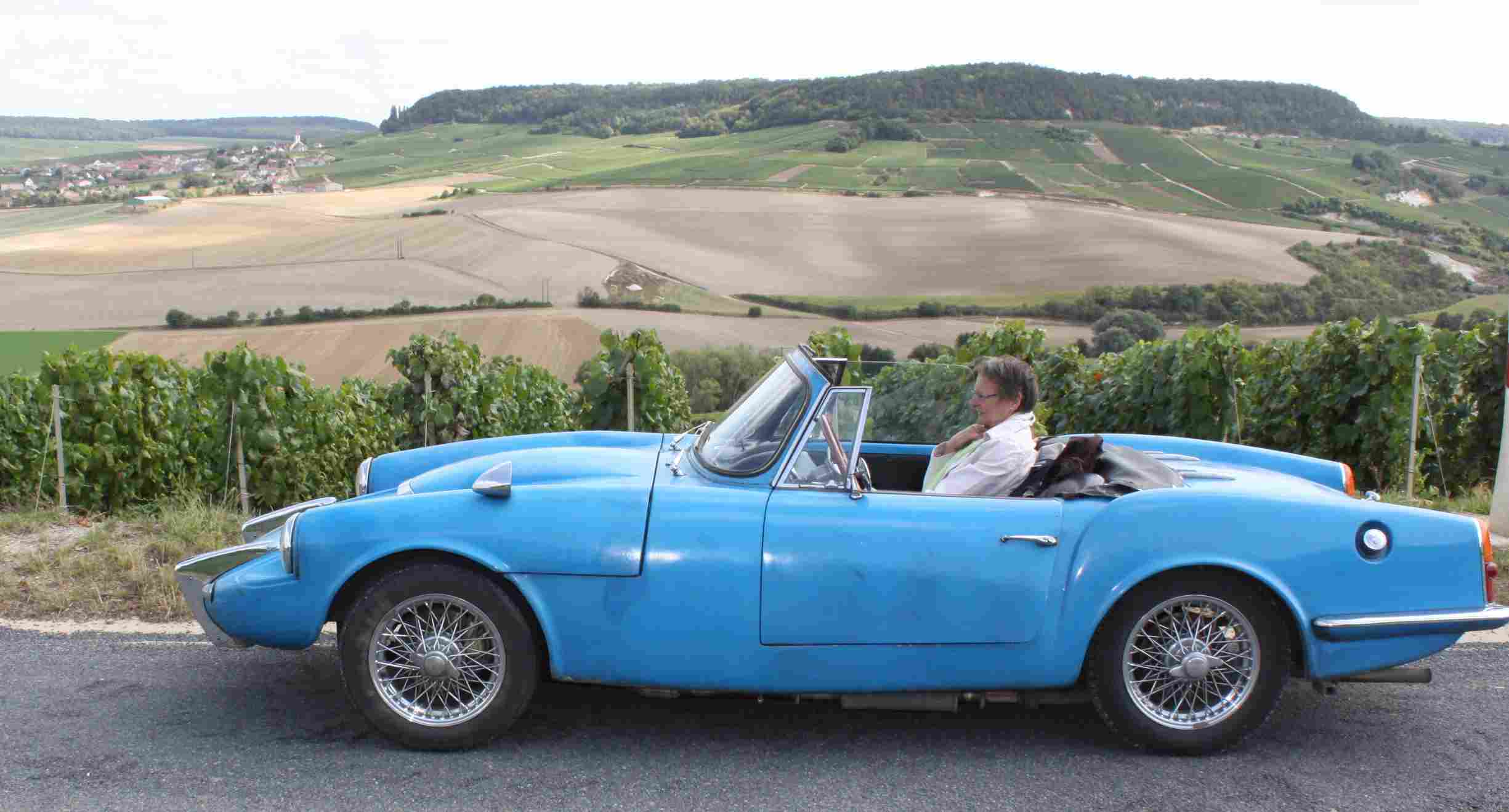
Автомобіль Sabra

За час існування держави Ізраїль було створено кілька заводів з виробництва автомобілів і вантажівок, але ці ініціативи не змогли досягти значних фінансових результатів, у зв'язку з обмеженим обсягом виробництва, тому заводи закрилися. На початку XXI століття продовжують працювати підприємства, що спеціалізуються на розробці і виробництві автомобілів для сил безпеки і армії (в тому числі на експорт) і збірки автобусів. Крім того, різні заводи були створені для виробництва компонентів для автомобільної промисловості, таких як акумулятори та шини, колісні диски, різні деталі з пластику.
Компанія Haargaz Transportation займається розробкою і виробництвом сучасних міських, міжнародних та туристичних автобусів. Haargaz Transportation працює з 1932 року, штаб-квартира знаходиться в Тель-Авіві, а основне виробництво розташоване на півдні Ізраїлю.
Компанія Merkavim виготовляє мікроавтобуси з низькою підлогою, міські автобуси, туристичні автобуси, броньовані автобуси та автобуси для перевезення ув'язнених. Головний завод Merkavim знаходиться в промисловій зоні міста Кесарії.
Компанія Automotive Industries займається розробкою і виробництвом автомобілів різних типів для військових і комерційних цілей, включаючи джипи 4x4, вантажівки, машини швидкої допомоги і автобуси. Компанія працює з 1966 року і дислокується в Назарет-Іліт.
Компанія Volta має в промисловій зоні Тефен в Західній Галілеї фабрика з виробництва електричних акумуляторів для автомобілів. Вона виробляє приблизно 350 тисяч батарей на рік. Компанія працює з 1934 року, а завод був побудований у 1979 році.

## Виробництво техніки для Сільського господарства
Інженери Ізраїлю зробили унікальні розробки в області обладнання для сільського господарства. Особливості, характерні для спекотного клімату, було створення економічних систем крапельного зрошування для рослинництва, які сприяють збереженню стратегічних запасів прісної води. Важливим успіхом можна назвати досягнення в секторі виготовлення автоматизованих систем для тваринництва, які сприяють збільшенню надоїв з тварин.
Компанія Netafim займається роботами в області іригації, сільського господарства та покращення. Компанія спеціалізується в області крапельного зрошувала, парникових проектів «під ключ», виробництва біопалива з енергетичних культур. Заснована в 1965 році, Netafim ввела нову концепцію із низьким об'ємом зрошування, запустила у виробництво революційні системи крапельного зрошування. Штаб-квартира знаходиться в Тель-Авіві. Співробітників нараховується — більше 3000 людей.
Фірма Afimilk здійснює розвиток обладнання машинного доїння, автоматизованих систем управління, створення молочних ферм. Роком заснування є 1977. Завод знаходиться в кібуці Афікім.

## Харчова промисловість
Харчова промисловість Ізраїлю — це найстаріша галузь, яка протягом багатьох років забезпечувала населення в країні повним асортиментом харчових продуктів. Розквіт харчового сектора пов'язується історично з виробництвом консервів для британської армії під час Другої світової війни.
На початку XXI століття в Ізраїлі харчова промисловість, виноробство та тютюнова промисловість є самими стабільними галузями в країні.
Найбільші харчові підприємства в країні: Еліт, Хадар (кондитерські вироби), Осем (харчові концентрати, макаронні та кондитерські вироби), Віта (харчові концентрати, варення), Телма (харчові концентрати, приправи та соуси, маргарин), Зогловек, Ход лаван, Мааданей Ієхіам (ковбасні вироби), Тнува, Штраус (сири та молочні вироби), Сан-Фрост (свіжозаморожені овочі та овочеві напівфабрикати). Первинна збірка та розфасовка сільськогосподарської продукції здійснює відділ фірми Тнува по всій країні. Виробництво вин різних сортів сконцентровано в Рішон-ле-Ціоне, Зіхрон-Яакові та Єрусалимі.
Osem Investments Ltd є одним з найбільших виробників харчових продуктів та дистриб'юторів в Ізраїлі. Компанія входить (51 % акцій) в групу Nestlé SA в Швейцарії. Продукти: кава, макарони вироби, сухі сніданки, кондитерські вироби. Співробітниками є 4707 людей. Заснована компанія в 1942 році. Штаб-квартира знаходиться в місті Петах-Тіква. Всі продукти Osem, вироблені в Ізраїлі, робляться під наглядом кошерної служби Головного равіната Ізраїлю, багато з них сертифіковані ортодоксальною єврейською общиною організацією Edah HaChareidis.
Голдстар — найпопулярніша марка пива в Ізраїлі. Кріплення складає  4-4,9 %. Процент на єврейському ринку складає — приблизно 33 %.
Granot Central Cooperative Ltd  контролює 20 заводів та компаній, які належать 42 кібуцам в прибережних та центральних регіонах Ізраїлю. Направлення виробництва — сільське господарство (авокадо, цитрусові, ВРХ, птахівництво), промисловість (комбікормові заводи, виробництво продуктів харчування, розвиток технології насінництва, зберігання продуктів в холодильнику). Річний дохід становить приблизно 3,5 млрд шекелів. Granot був визнаний в 2007 році в якості одного з найбільших кооперативів у світі. Заснований був у 1940 році. Кількість робітників — 12 тис. осіб.
Soglowek — це фабрики виробництва м'ясних продуктів в Нагаріх, технологічні лінії для телятини, забійники птахів та м'ясокомбінат в Шломі. Підприємство Soglowek було створено в 1990 році та виробляє замінники м'яса на основі білків рослин. Працює фабрика з виробництва тіста. Дата заснування — 1937 рік.
В Neto Group  входять декілька фабрик та заводів. Фабрика Тиббон-Виль — м'ясопереробне підприємство, яке виробляє м'ясні консерви. Завод розміщений в Кірьят-Малахі. Фабрика Williger — переробка і збут рибних консервів, переробка і збут лосося. Завод розміщений в Кирьят-Малахі. Фабрика Delidag — переробка і збут свіжої і замороженої риби і рибної продукції. Завод розміщений в Бейт-Шеан. Завод з виробництва і продажу піци та плавленого сиру на заводі в Кфар-Тавор, фабрика пастили та кондитерських виробів в селі Ярка. В 2010 році доходи складали близько 1,68 млрд шекелів, чисельність близько 1400 працівників.
Frutarom Industries Ltd — державна компанія, яка займається виробництвом і маркетингом компонентів для смаку та аромату, сумішей для ароматизаторів для харчової та косметичної промисловості. Рік заснування — 1933. Оборот 2011 року — 518 млн доларів. Кількість співробітників — 1900 людей.
Strauss Group, раніше відома як Strauss-Elite, є загальним товарним знаком двох компаній — Strauss та Elite, які об'єдналися в 2004 році. Strauss фокусується в основному на молочних продуктах, в той час як Elite виробляє шоколад, каву та сухі закуски. Заснована в 1933 році. Кількість співробітників — 13 тис. людей.
Wissotzky є міжнародною компанією, яка базується в Ізраїлі, із офісами в Лондоні та США. Це ведучий дистриб'ютор чаю в Ізраїлі, заснований в 1849 році в Москві, є одною з найстаріших чайних компаній в світі. Основна продукція: чай, трав'яний чай, чорна кава. Дохід: приблизно 200 млн доларів на рік. Кількість співробітників дорівнює приблизно 25 людей.
Tnuva є кооперативом, який спеціалізується на молоці та молочних продуктах. Tnuva є найбільшим виробником молочних продуктів в Ізраїлі, продажі складають 70 % молочного ринку країни, а також здійснюють продаж м'яса, яєць та пакування харчових продуктів. Продажі 1,9 млрд доларів в 2010 році, 6630 співробітників.
Central Bottling Company є виробником та продавцем напоїв Coca-Cola, Sprite, FUZE tea, Prigat,Fanta,Kinley Soda та пива Carlsberg,Tuborg, Tara (Miller), Zuriel, Tabor Winery. Компанія була створена в 1968 році. На підприємстві задіяно 4700 співробітників. Оберт 500 млн доларів на рік.
Tempo Beer Industries Ltd. є найбільшим в Ізраїлі пивоварним підприємством і другою по величині серед виробників напоїв компанією країни, яка розливає 0,5 млн гектолітрів на рік. Розміщена в місті Нетанія. Відкрита в 1952 році.

## Добувна Промисловість

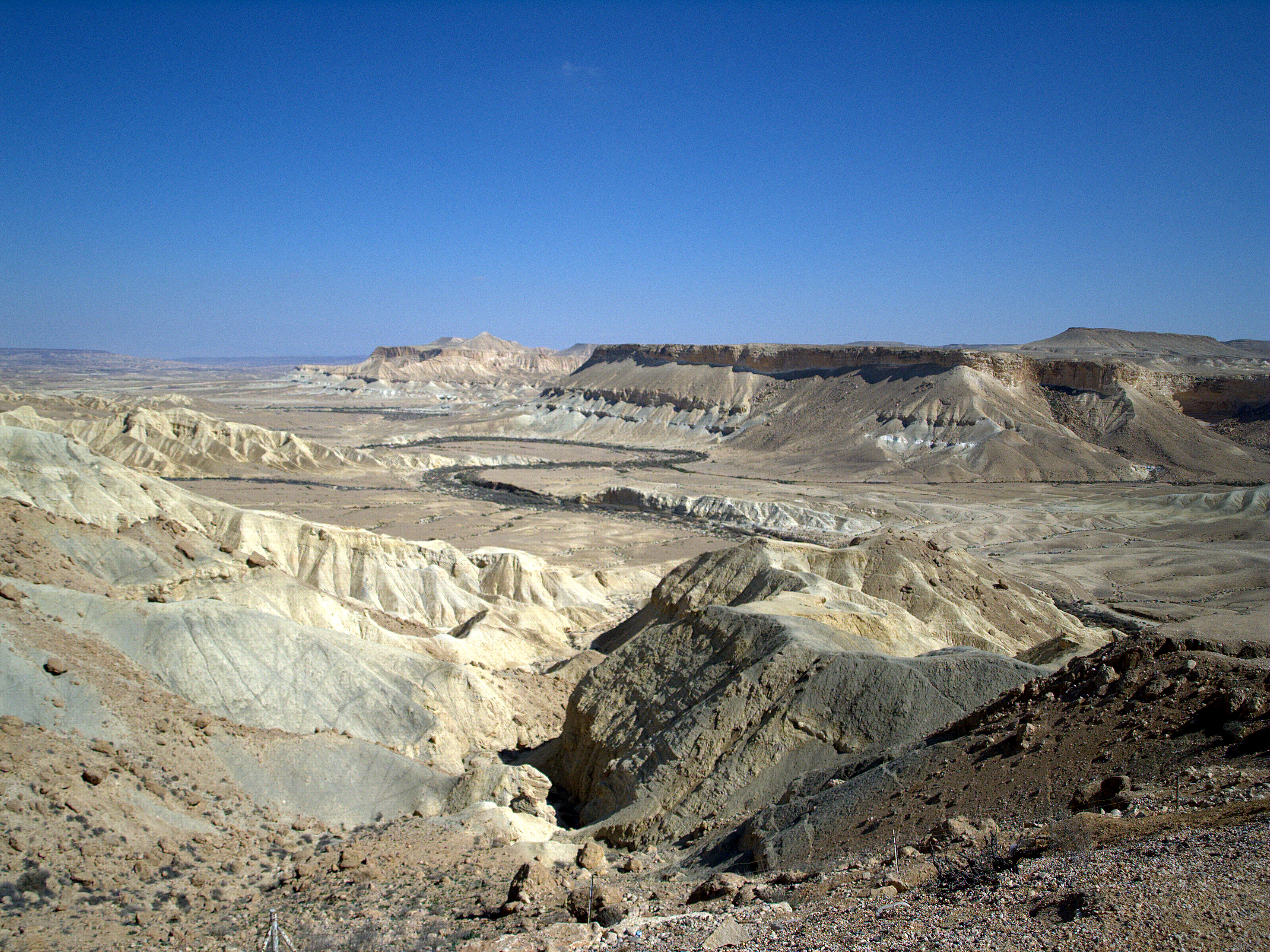
Пустеля Нагев є домом Ізраїльської соледобувної промисловості

Велике родовище фосфоритів знаходяться в Дешеві, звідки продукція доставляється по залізниці в Хайфу. Із вод Мертвого моря добуваються солі калія, брому та магнію, які застосовуються в сільському господарстві, а також у фотографії та фармацевтичній промисловості. Мідні родовища в Міхрот-Тимні, на місці легендарних копалень царя Соломона, були відкриті для експлуатації в 1955 році, але в 1976 році, після падіння світових цін на мідь, законсервовані і не використовуються. В Негеві добувають глини для виробництва цегли та черепиці, а також кварцовий пісок для скляної промисловості. В багатьох кар'єрах ведуться розробки матеріалів для виробництва цементу та бетону. Заготовляються також мармур та камінь для побудови для Єрусалима (це місцеве законодавство вимагає використання натуральних матеріалів для облицювання будівель).
В країні є запаси нафти (видобуток 9-16,5 млн тонн в рік) та природного газу. Основні газові місцезнаходження розміщені на шельфі Середземного моря, це Тамар, Даліт та Левіафан. Промисловий видобуток газу ведеться з 2008 року.

## Металообробка та машинобудування
Ізраїль досяг міжнародної конкурентоздатності в області машинобудування та обробки металів. Сектор базується на науковому підході та високих технологіях. Результатом плідної праці ізраїльських інженерів є високоякісні вироби з металу для побудови верстатів, інструментальної бази, двигунів, військової техніки.
В компанії Iscar Ltd  декілька заводів в південній промисловій зоні Далтон і в південній промисловій зоні в Кирьят-Шмона (промисловий парк Тель-Хай). Iscar є світовим лідером, поступаючись тільки Sandvik Coromant з Швеції, у виробництві ріжучого твердосплавного інструмента, призначеного для обробки металу та виробництва виробів на верстатному обладнанні. Компанія має 140 філій в 65 країнах світу. Рік заснування: 1952. Кількість співробітників 10 тис. осіб.
Державна компанія Bet Shemesh Engines виробляє частини для реактивних двигунів, і здійснює капітальний ремонт та технічне обслуговування двигунів та агрегатів, розробляє та виробляє невеликі реактивні двигуни та розхідні матеріали до них. Компанія є лідером в цій галузі. Реактивні двигуни, виготовлені в Bet Shemesh Engines, використовуються в основному у військовій техніці Армії оборони Ізраїлю і установлюються на ракетну техніку. Рік заснування: 1968-й. Центральний офіс: Бейт-Шемеш. Дохід: 19 млн доларів в 2012 році. Співробітники: 540 людей.

## Фармацевтична промисловість

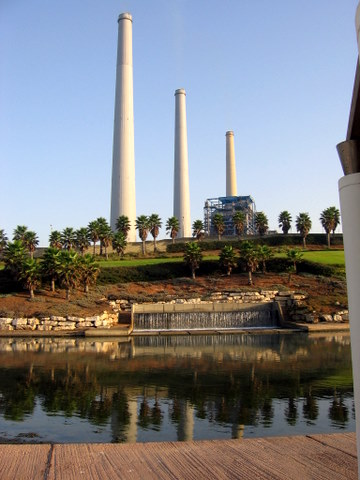
Orot Rabin хімічний завод

Ізраїль володіє потужною фармацевтичною промисловістю, включаючи такого фармацевтичного гіганта Teva, який є найбільшим в світі виробником препаратів-генериків, CTS і д-р Фішер. У країні розвинена науково-дослідна база, інновації у виробництві ліків.
Група компаній Dr. Fisher, заснована в 1965 році, вважається однією з найбільших працюючих в Ізраїлі фірм в області косметичної фармацевтики. Заводи Доктор Фішер — це близько 800 зайнятих співробітників. Щомісяця підприємство виробляє п'ять мільйонів одиниць різних продуктів, в тому числі по догляду за шкірою, очні краплі, засоби гігієни та харчові добавки.
Teva Pharmaceutical Industries — світовий лідер у виробництві препаратів-дженериків, що входить в топ-10 найбільших міжнародних фармацевтичних компаній. Науково-виробнича база компанії включає 44 заводи з випуску готових лікарських форм, 18 підприємств з виробництва хімічних субстанцій та 15 науково-дослідних центрів. Лінійка продукції включає 1480 продуктів, які розповсюджуються в 120 країнах світу. Оборот компанії в 2012 році досягнув 20 млрд доларів.
Компанія CTS Groupe працює з 1921 року, має три фабрики, що виробляють лікарські засоби, засоби гігієни, рішення в області сільськогосподарської продукції та ветеринарне обладнання.
Група компаній Neopharm виробляє ліки, що продаються без рецептів, і препарати для здоров'я. Група має 600 працівників і щорічний оберт 300 млн доларів.
Компанія Pluristem Therapeutics займається плацентарною технологією і створенням препаратів на основі стовбурових клітин.
Perrigo — провідна американська компанія, що має філію Perrigo Israel, яка є однією з 25 найбільших промислових компаній в Ізраїлі. Ізраїльська компанія володіє декількома підприємствами, включаючи Farmagis, Chemagis, Careline, зареєстрованими брендами косметичних товарів. Заводи виробляє товари для здоров'я, косметичні продукти, ліки-дженерики, активні фармацевтичні інгредієнти (API) і споживчі товари.
Компанія Kamada (іврит) [website 36] спеціалізується на розробці, виробництві та збуті лікарських засобів через технології очищення і розділення білків.